# Wiener Straße (Wiener Neustadt)
Die Wiener Straße führt vom Hauptplatz von Wiener Neustadt nach Norden. Sie war (und ist in Teilen immer noch) Teil der historischen Straßenverbindung von Wien Richtung Semmering und Wechsel sowie weiter zur Adria, die im 12. Jahrhundert zunehmend an Bedeutung gewann.

## Geschichte
Zur Zeit der Gründung Wiener Neustadts Ende des 12. Jahrhunderts führten drei wichtige Straßen von Wien durch das Wiener Becken. Der Gebirgsrandweg verlief über Perchtoldsdorf, Mödling, Baden und Vöslau in die Nähe von Fischau, von wo ein Ast durch das Steinfeld über Walpersdorf nach Ödenburg und ein zweiter durch die Blätterstraße über Neunkirchen, Straßhof und Feistritz am Wechsel verlief und in die Hartbergstraße mündete. Die Hartbergstraße wiederum war die Fortsetzung der alten Ebenfurther Straße und führte von Lichtenwörth über Lanzenkirchen und Erlach ins Pittental und über Pitten, Guntrams, Warth, Grimmenstein, Olbersdorf und Aspang über den Hartberg. 

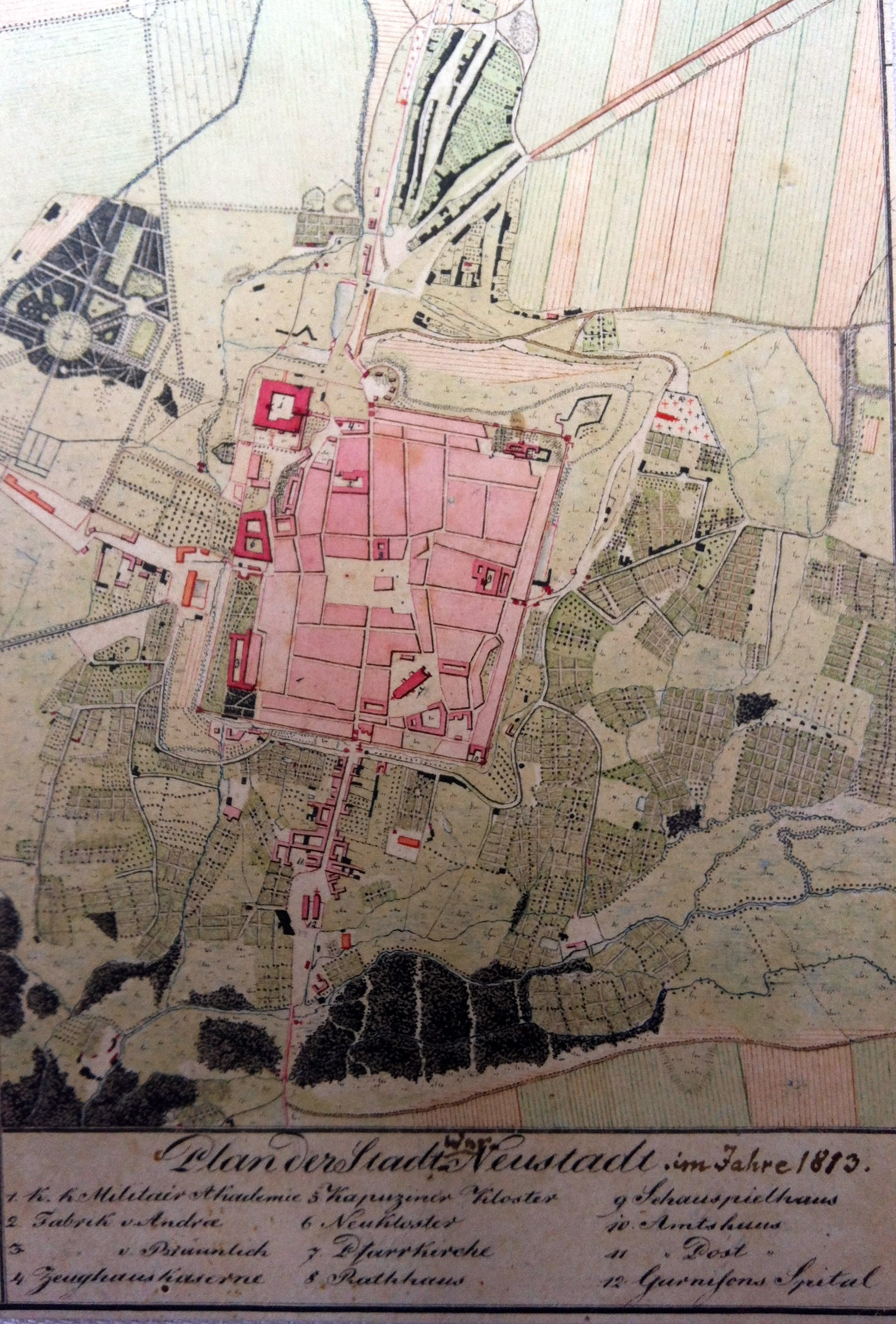
Wiener Neustadt 1813, mit Verlauf der Wiener Straße ungefähr vom „Auge Gottes“ bis zum Hauptplatz. (Süden ist oben!)

Im 12. Jahrhundert gewann hingegen die sogenannte Venediger Straße zunehmend an Bedeutung, die über Traiskirchen, Sollenau, Schwarzau am Steinfeld, Breitenau, Neunkirchen, Wörth und Schottwien über den Semmering verlief; die Verbindung über Fischau und Blätterstraße verlor zunehmend an Bedeutung. Die Venediger Straße ließ Herzog Leopold V. durch friulanische Straßenbaumeister ausbauen. Als Wiener Neustadt ab 1192 erbaut wurde, verlief die Straßenverbindung naturgemäß durch die Stadt. Ihren nördlichen Teil vom Wiener Tor der Stadtbefestigung bis zum Hauptplatz bildete die Wiener Straße, die Fortsetzung Richtung Süden vom Hauptplatz bis zum Neunkirchner Tor die Neunkirchner Straße. Fortan verlief der Durchzugsverkehr Richtung Süden über diesen Straßenzug. 
1862 wurde das Neunkirchner Tor und 1864 auch das Wiener Tor abgerissen.
Nach dem Zweiten Weltkrieg wurde beschlossen, zur Entlastung der historischen Ortsdurchfahrt eine neue Nord-Süd-Verbindung durch die Stadt zu schaffen. Ab 1949 wurde die 12 Meter breite Grazer Straße geschaffen, die ab dem „Auge Gottes“ durch stark zerstörte Gebiete der Altstadt östlich des Hauptplatzes unter Benützung bestehender Gassen (Locatelli-, Mühl- und Niederländergasse) zum Burgplatz und zum Wasserturm führte, wo sie auf die Neunkirchner Straße traf. Dem Bau fielen jedoch auch einige Barock- und Empirehäuser sowie Mühl- und Basteiturm der Stadtbefestigung zum Opfer. Die Eröffnung der neuen Umfahrung fand am 24. September 1954 statt.
In den 1970er Jahren wurden die drei großen Straßen, die durch die Altstadt führen, sukzessive in Fußgängerzonen umgewandelt, zuerst die Neunkirchner Straße, gefolgt von der Herzog-Leopold-Straße und zuletzt ab 1987 auch die Wiener Straße zwischen Hauptplatz und Baumkirchnerring/Eyerspergring. Eine Umgestaltung (aus Anlass der im folgenden Jahr in Wiener Neustadt stattfindenden Niederösterreichischen Landesausstellung) erfolgte 2018.

## Beschreibung
Die Wiener Straße beginnt – im Sinne der Nummerierung der Häuser – am Hauptplatz und verläuft im Wesentlichen gerade mit einigen leichten Bögen in Richtung Norden bis an die Grenze zur Nachbargemeinde Theresienfeld. Mehrere Abschnitte sind zu unterscheiden:

### Hauptplatz bis Baumkirchnerring bzw. Eyerspergring
Der Anfang der Straße ist flankiert von den beiden denkmalgeschützten Häusern Hauptplatz 13 und 14. Hier in der Altstadt verläuft sie geradlinig zwischen zumeist zwei- bis dreigeschoßigen Gebäuden, die zu einem guten Teil im Kern aus dem Mittelalter stammen und später mehr oder weniger stark verändert wurden. Die Häuser Nummern 15 und 25 stehen unter Denkmalschutz. Baulücken, die durch Zerstörung im Zweiten Weltkrieg entstanden, wurden durch Neubauten im Stil der Nachkriegszeit ersetzt, so etwa der an der Westseite gelegene Posthof (Nummer 17). An der Ostseite wurde das siebengeschoßige Eckhaus zur Adlergasse Nummer 12 (Ankerhof) neu errichtet. Das im Krieg zerstörte Nebenhaus Nummer 10 wurde nicht wieder aufgebaut, sodass der Straßenraum hier platzartig erweitert ist und den Blick auf das Nachbargebäude Adlergasse 3 (Franz-Brand-Haus) freigibt, das als Hochhaus mit 13 Geschoßen ausgeführt ist. Inmitten des Platzes ist der sogenannte Hypo-Brunnen aufgestellt. 
Die Straße führt weiter zur Kreuzung mit Baumkirchnerring bzw. Eyerspergring. Davor passiert man an der Westseite die profanierte Kirche St. Peter an der Sperr und daran anschließend den Bereich, in dem sich die Stadtmauer mit dem 1864 abgerissenen Wiener Tor befand. Auf den letzten Metern vor der Kreuzung verläuft die Straße am Ostrand des vor der Stadtmauer gelegenen Johannes-von-Nepomuk-Platzes.
Die Erdgeschoße der Gebäude in diesem Abschnitt der Wiener Straße sind durchwegs mit Geschäftslokalen ausgestattet, von denen derzeit (März 2024) allerdings viele leerstehen.

#### Verkehr
Die Wiener Straße bis zum Ring und die angrenzenden Bereiche der Quergassen sind Fußgängerzone (mit Ausnahme für Radverkehr). Sie ist mit Sitzgelegenheiten, Grünanlagen und Baumpflanzungen ausgestaltet. Auf Höhe von Nummer 28 ist ein öffentlicher Bücherschrank aufgestellt. Kurz vor der Kreuzung ist ein Springbrunnen in das Pflaster eingelassen, der bei Einbruch der Dunkelheit farbig beleuchtet wird.

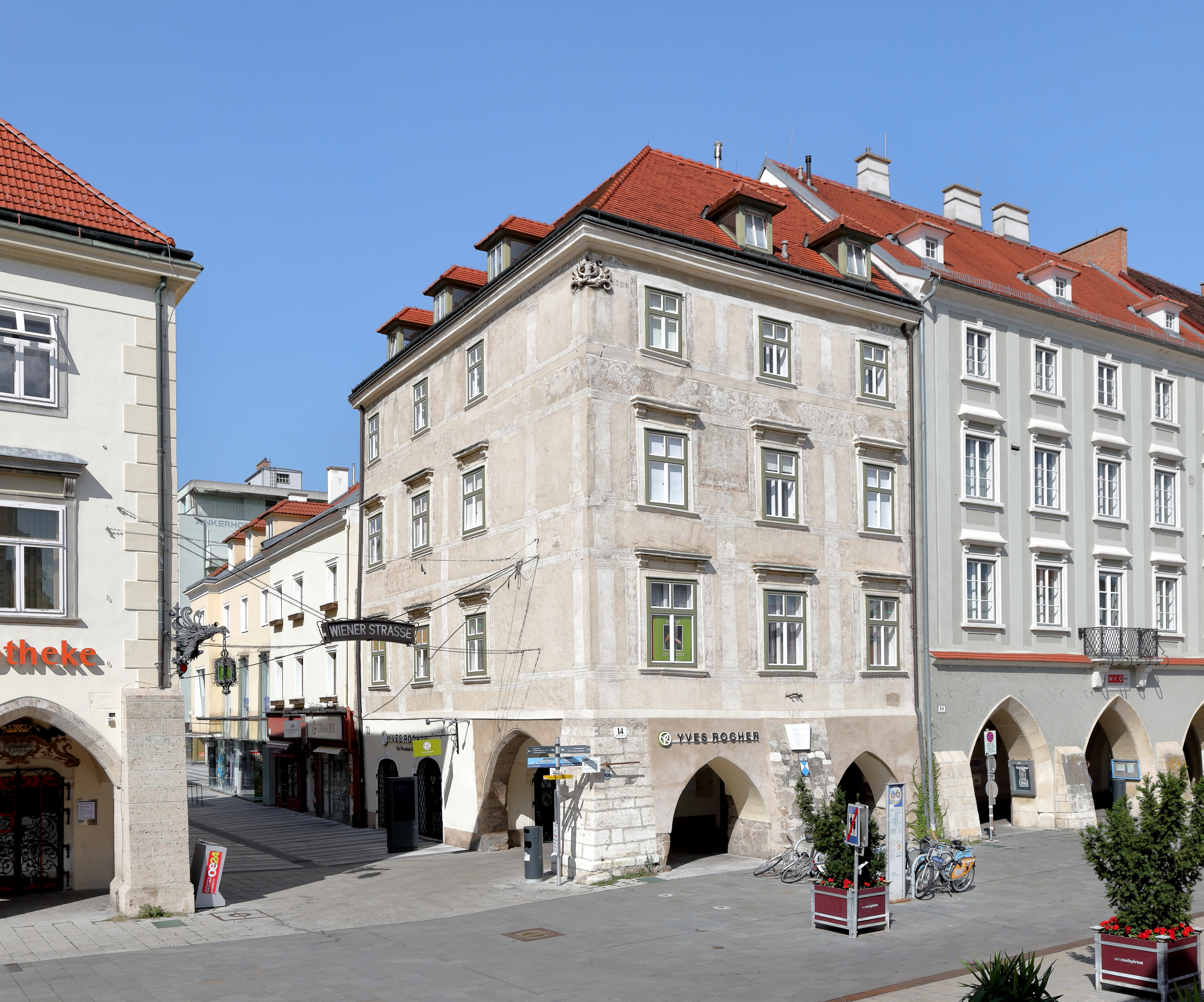
Beginn der Wiener Straße am Hauptplatz
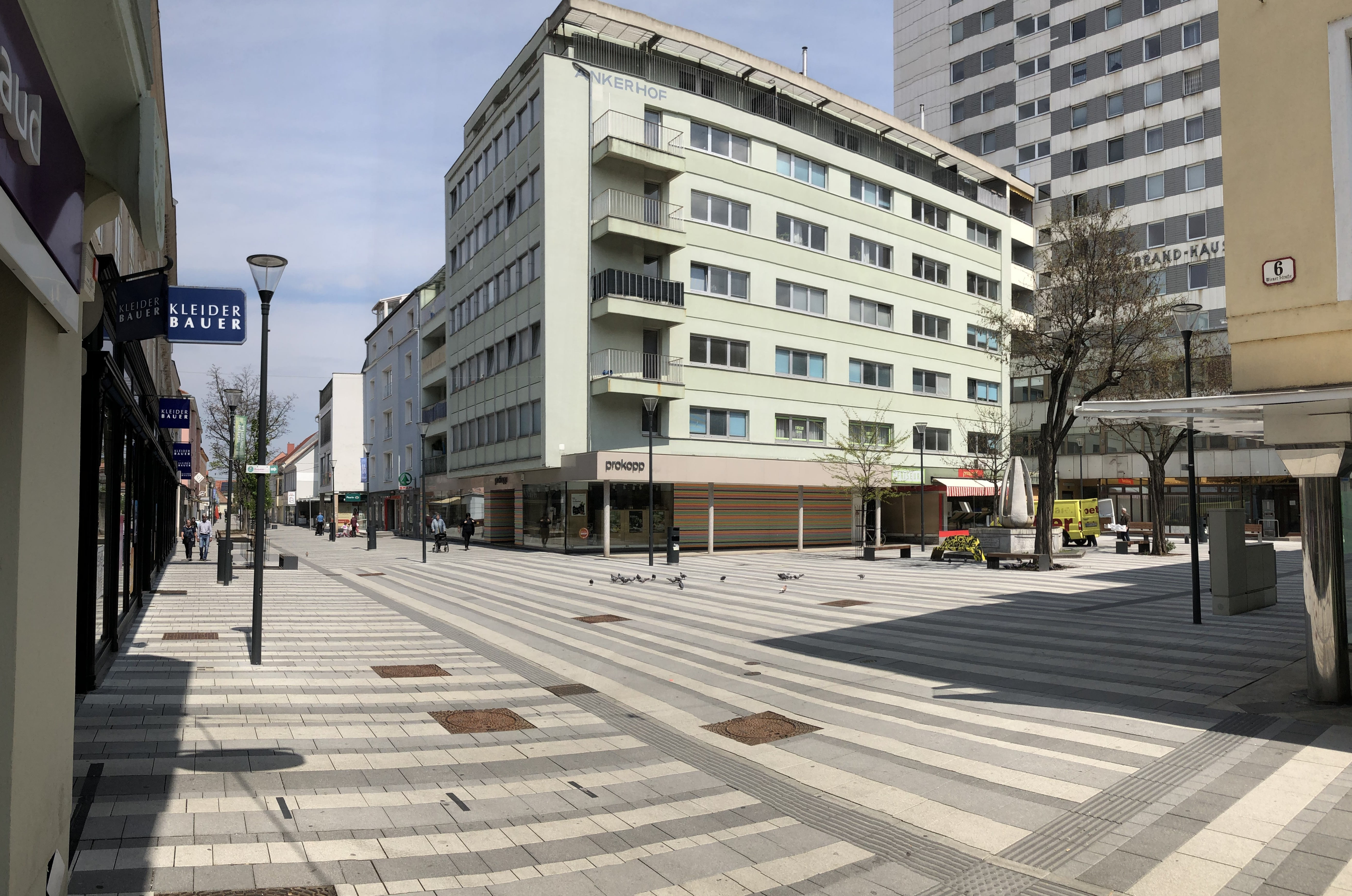
Kreuzung mit Adlergasse, Adlerhof
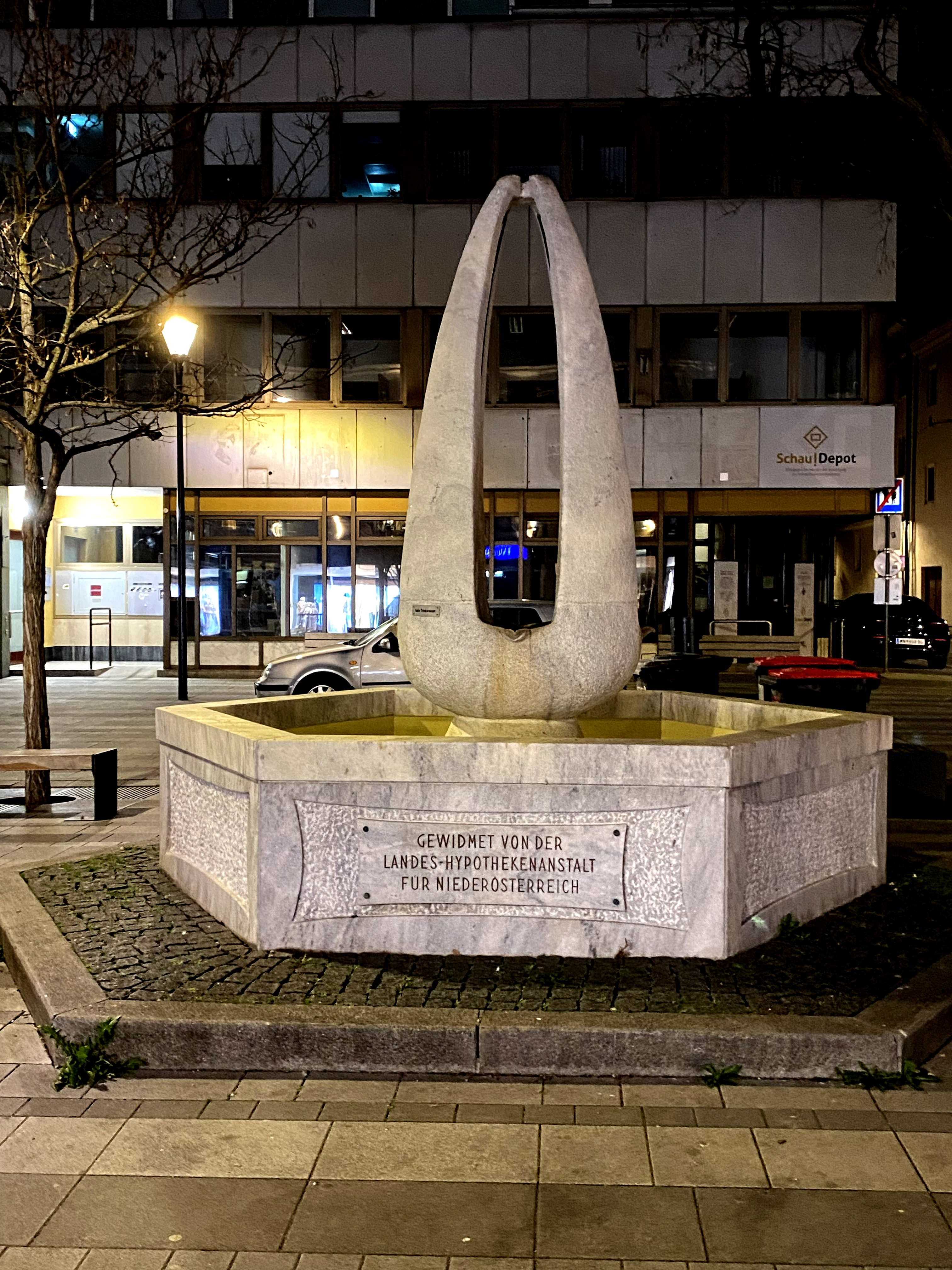
Hypo-Brunnen
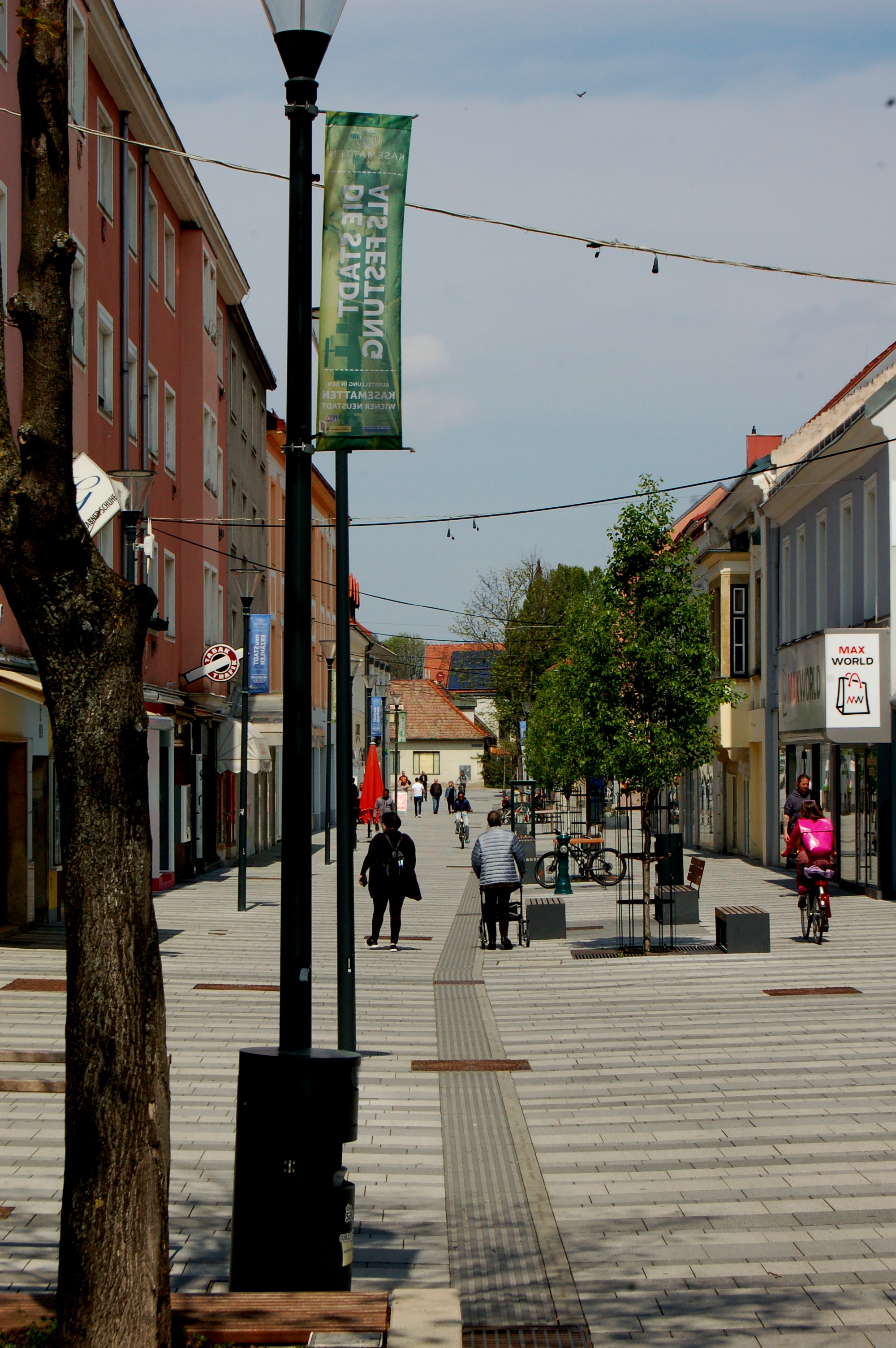
Blick Richtung Norden
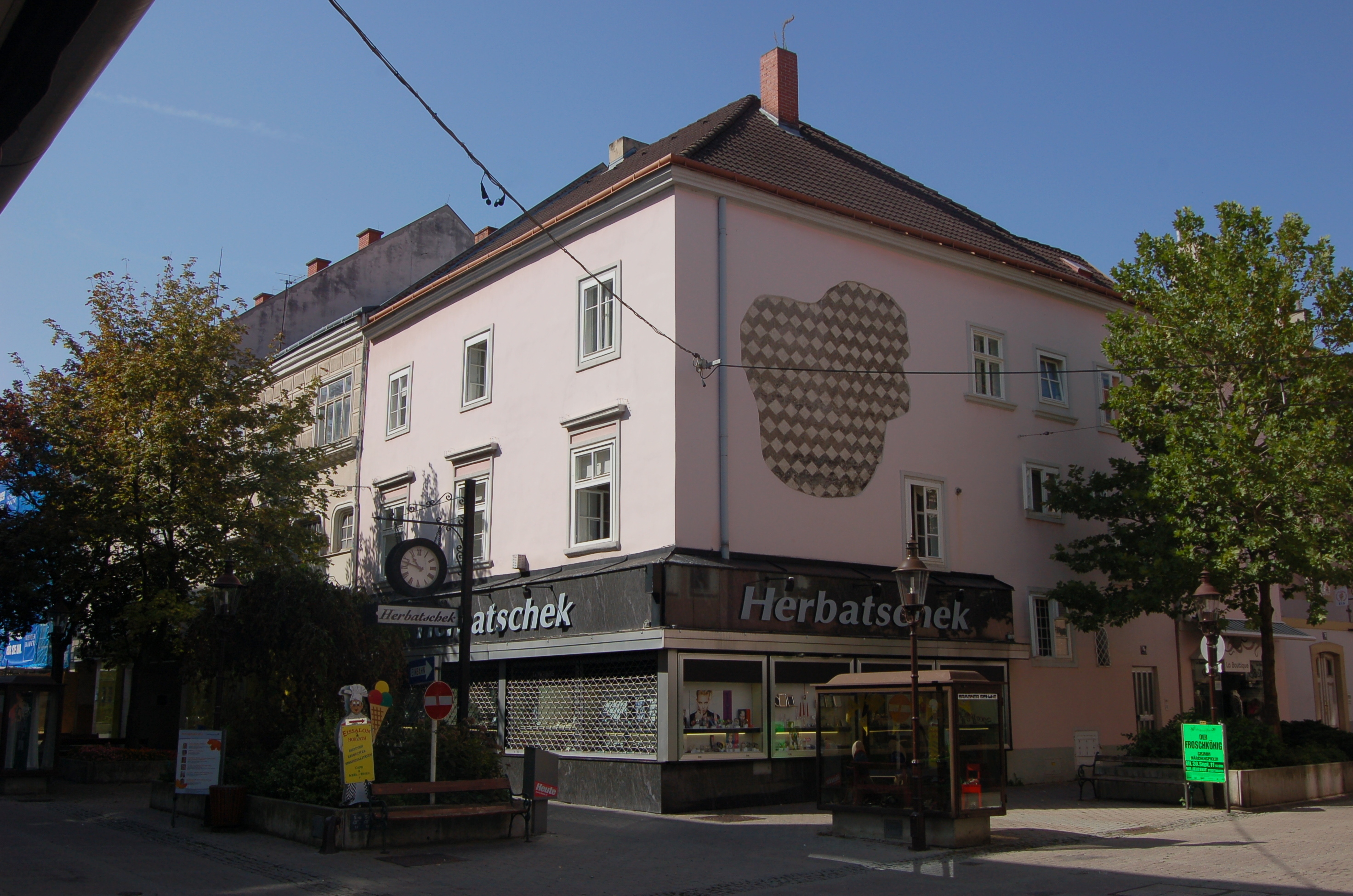
Nr. 15
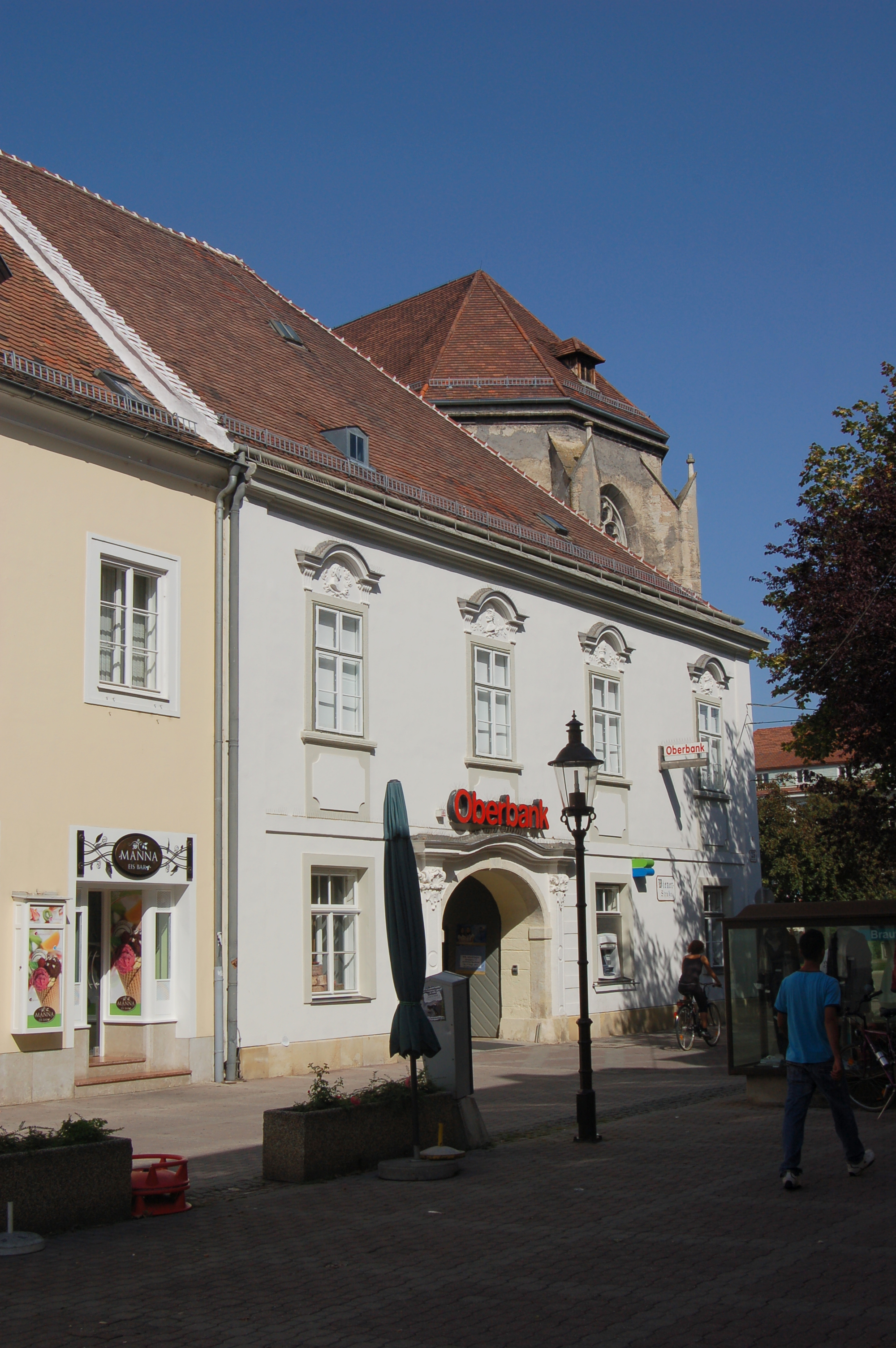
Nr. 25
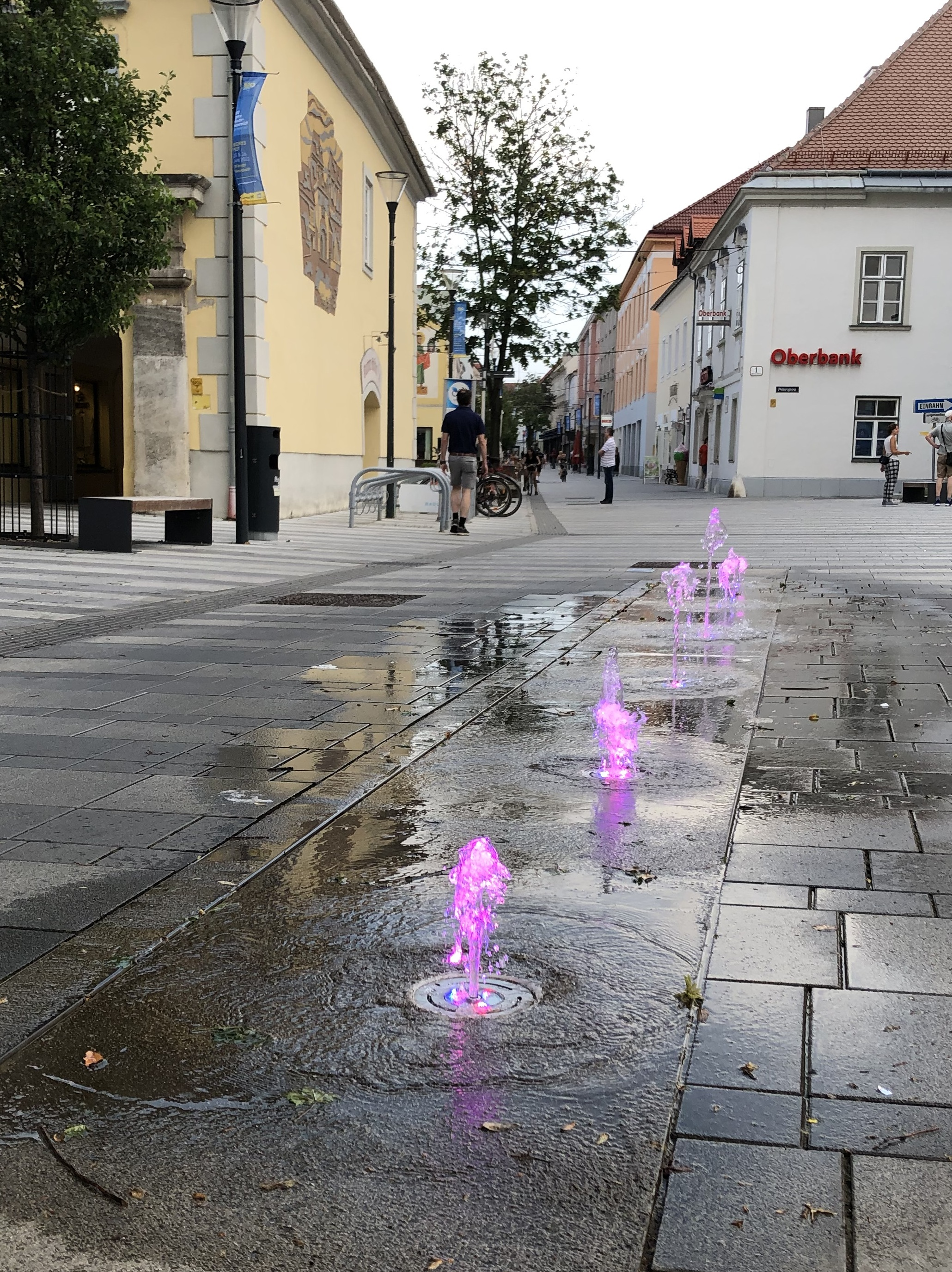
Springbrunnen bei St. Peter an der Sperr
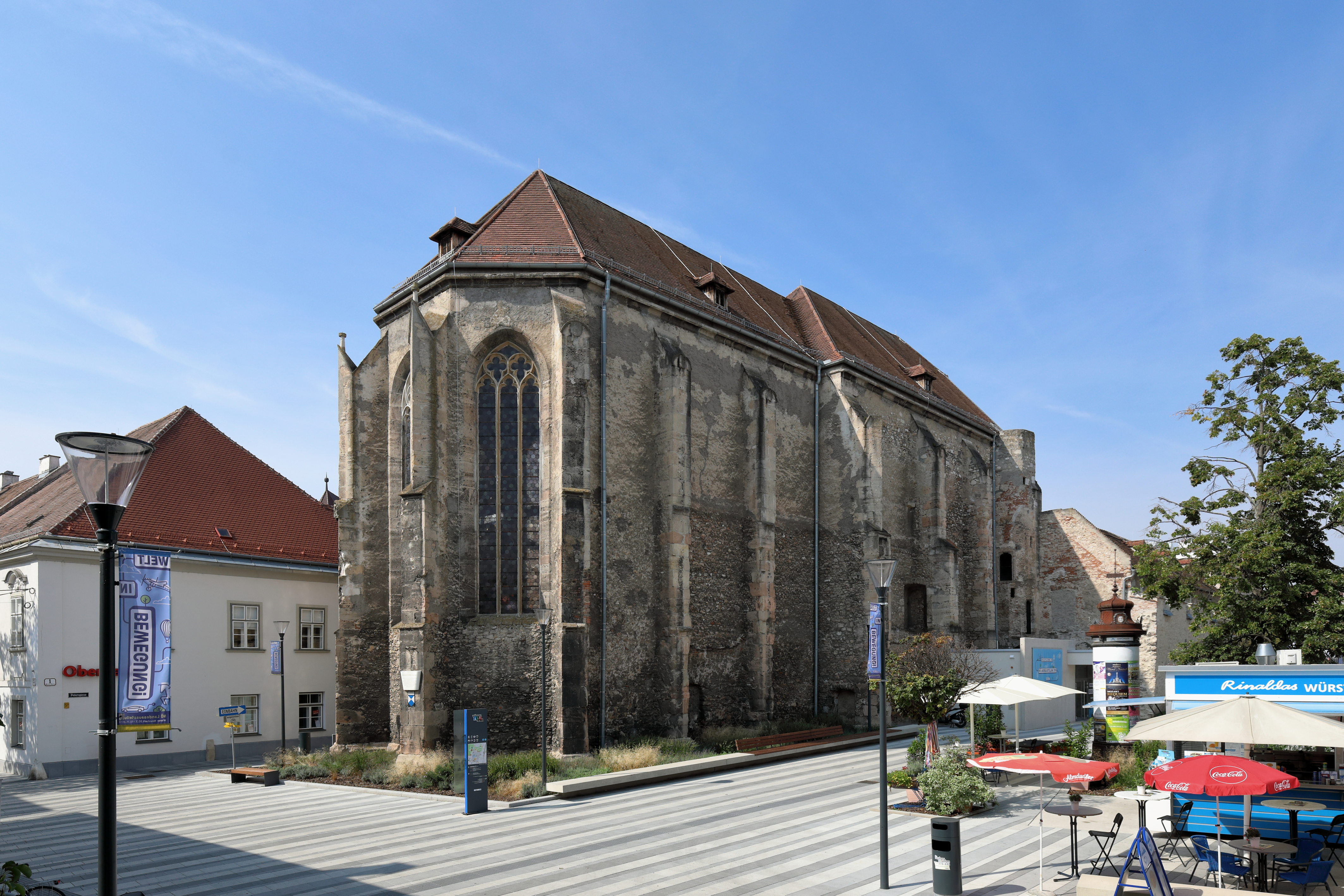
St. Peter an der Sperr

### Ring bis Sudetendeutscher Platz
Jenseits des Rings setzt sich die Wiener Straße durch die sogenannte Vorstadt fort. Zwischen einheitlich geschlossenen Häuserzeilen (links meist ein- bis zweigeschoßige, rechts ein- bis viergeschoßige Gebäude) führt sie geradewegs auf die Vorstadtkirche St. Leopold zu und weicht dann in einer S-Kurve der Kirche und dem daneben gelegenen ehemaligen Jesuitenkolleg nach Osten aus. Danach passiert man auf der linken Seite den in einem parkartigen Gelände gelegenen Komplex der Schule Santa Christiana und eine „Schwabbank“, eine (rekonstruierte) Anlage zum Schwemmen (mundartlich: „ausschwaben“) gewaschener Wäsche an einer Ableitung der Warmen Fischa. Diese wird wenige Meter danach auf einer Brücke überquert. Der letzte Teil dieses Abschnitts verläuft zwischen dem ehemaligen Messegelände, das jetzt mit Wohnhäusern aus dem späten 20. bzw. frühen 21. Jahrhundert bebaut ist, auf der linken Seite und dem Freiheitspark auf der rechten Seite zur großen sternförmigen Kreuzung am Sudetendeutschen Platz, auf der von Westen die Fischauer Gasse und von Osten die Pottendorfer Straße die Wiener Straße kreuzen und von Südosten kommend die Grazer Straße einmündet. (Von Nordwesten führt überdies die Pernerstorfergasse zur Kreuzung, doch wird der Verkehr – ausgenommen Radverkehr – nördlich der Kreuzung zur Wiener Straße abgelenkt.) Nach dem alten Hauszeichen des markanten Gebäudes an der Ecke Pottendorfer Straße wird die Kreuzung auch „Auge Gottes“ genannt. Kurz davor wird noch der Hammerbach, ein Seitenarm der Warmen Fischa, überquert.
Unter Denkmalschutz stehen neben dem aus dem Biedermeier stammenden Bürgerhaus Nummer 41 und dem im 17. Jahrhundert errichteten Gasthaus und Bürgerhaus Nummer 64 eine Reihe von Bauwerken im Ensemble um die Vorstadtkirche: außer der Vorstadtkirche selbst das Bürgerhaus Nummer 59, das benachbarte barocke ehemalige Benefiziatenhaus Nummer 61, ein in der Grünanlage vor der Kirche konservierter, bei Erdarbeiten 1951 aufgefundener Teil einer Römerstraße, eine barocke Kreuzigungsgruppe, das barocke ehemalige Jesuitenkolleg Nummer 63 (jetzt Wiener Neustädter Stadtarchiv) sowie der dort in der ersten Hälfte des 18. Jahrhunderts errichtete Kaiserbrunnen. Denkmalgeschützt sind auch das späthistoristische Gebäude der Schule Santa Christiana (Nummer 64, eine ehemalige Löffelfabrik), die oben erwähnte Waschschwemmanlage sowie die 1738 erbaute sogenannte Dänklkapelle (bei Nummer 67a).
Bis zur Kirche St. Leopold sind auch in diesem Abschnitt die Erdgeschoße der Häuser mit Geschäftslokalen ausgestattet – auch hier mit dem Problem zahlreicher Leerstände.

#### Verkehr
Anders als im Bereich der Altstadt ist in diesem Abschnitt der Individualverkehr mit Kraftfahrzeugen grundsätzlich möglich, allerdings ist der Durchzugsverkehr unterbunden. Vom Ring weg ist die Wiener Straße Einbahnstraße Richtung Norden, doch werden Kraftfahrzeuge in die Kaiserbrunngasse zur Grazer Straße (B 17) abgeleitet. Die Weiterfahrt ab der Kaiserbrunngasse ist zu bestimmten Tageszeiten zwar noch möglich, doch müssen an der Warmen Fischa Kraftfahrzeuge jedenfalls in die Giltschwertgasse zur Grazer Straße abbiegen. Im letzten Teil besteht eine Einbahnregelung in der Gegenrichtung von der Fischauer Gasse zur Giltschwertgasse. Lediglich für den Radverkehr ist die Durchfahrt in beiden Richtungen frei, wobei entlang des Freiheitsparks ein baulich getrennter Radweg und zwischen Kaiserbrunngasse und Ring ein durch Fahrbahnmarkierungen abgetrennter Fahrradstreifen gegen die Einbahn besteht.

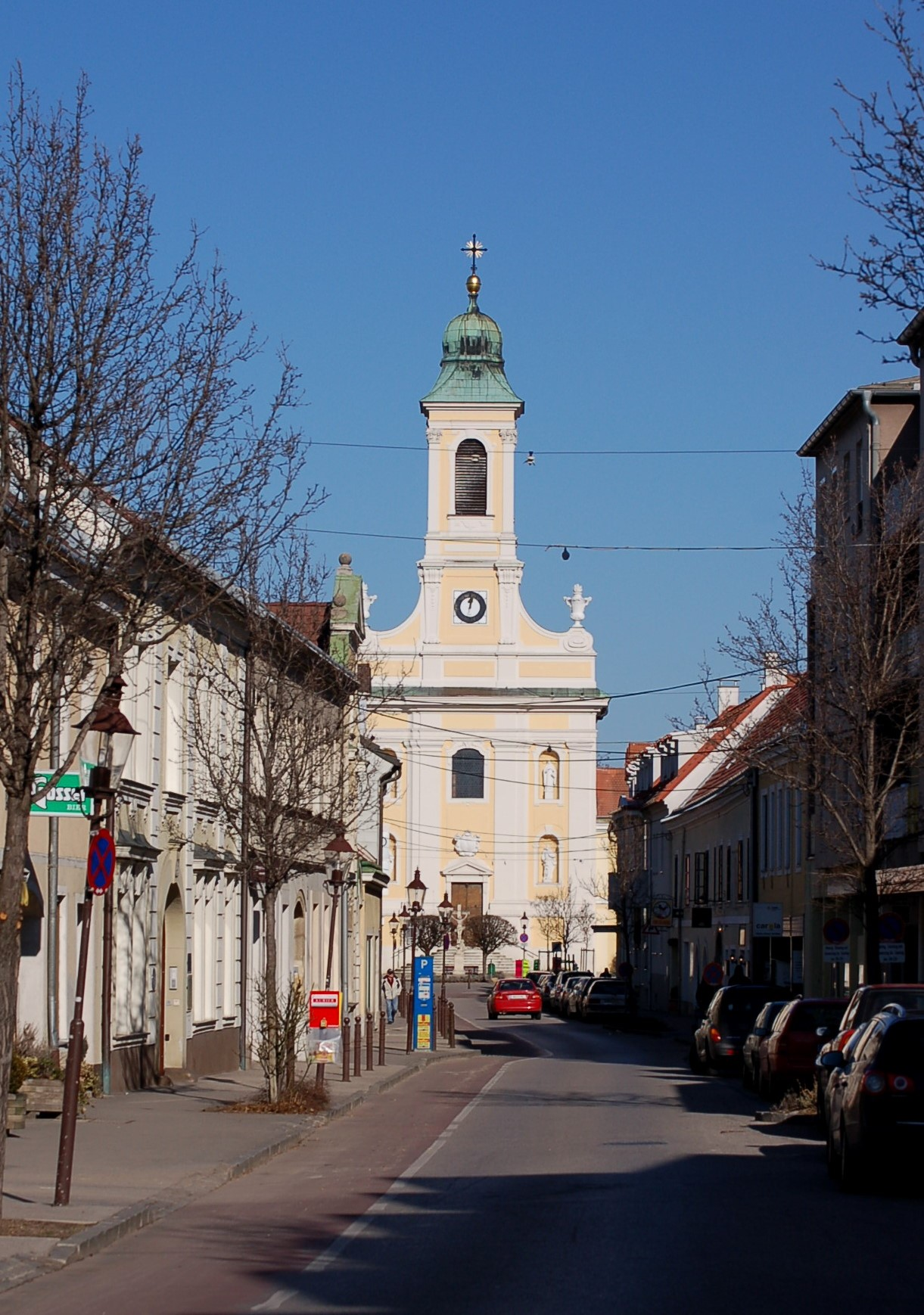
Blick durch die Wiener Straße zur Vorstadtkirche St. Leopold
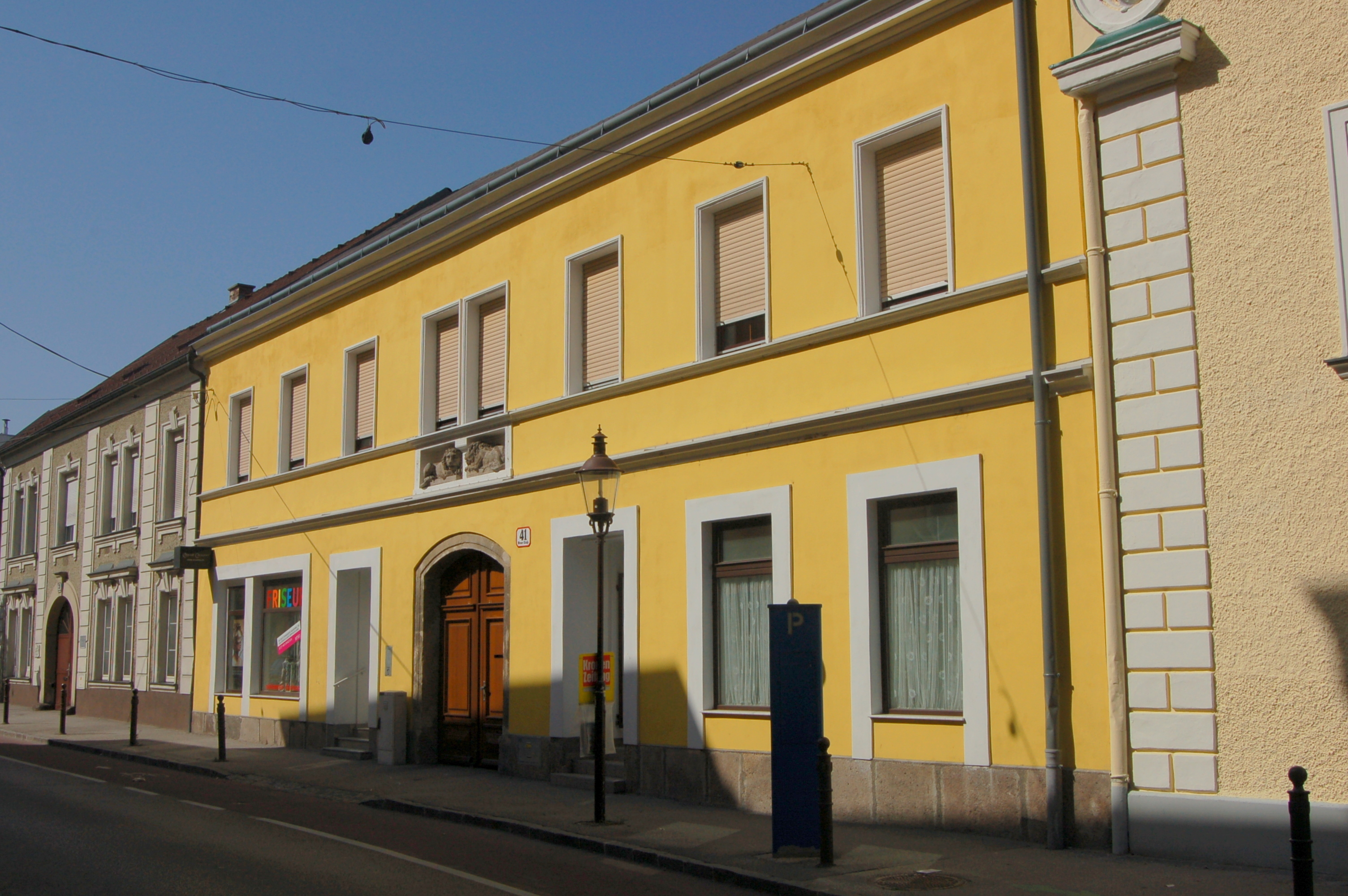
Nr. 41
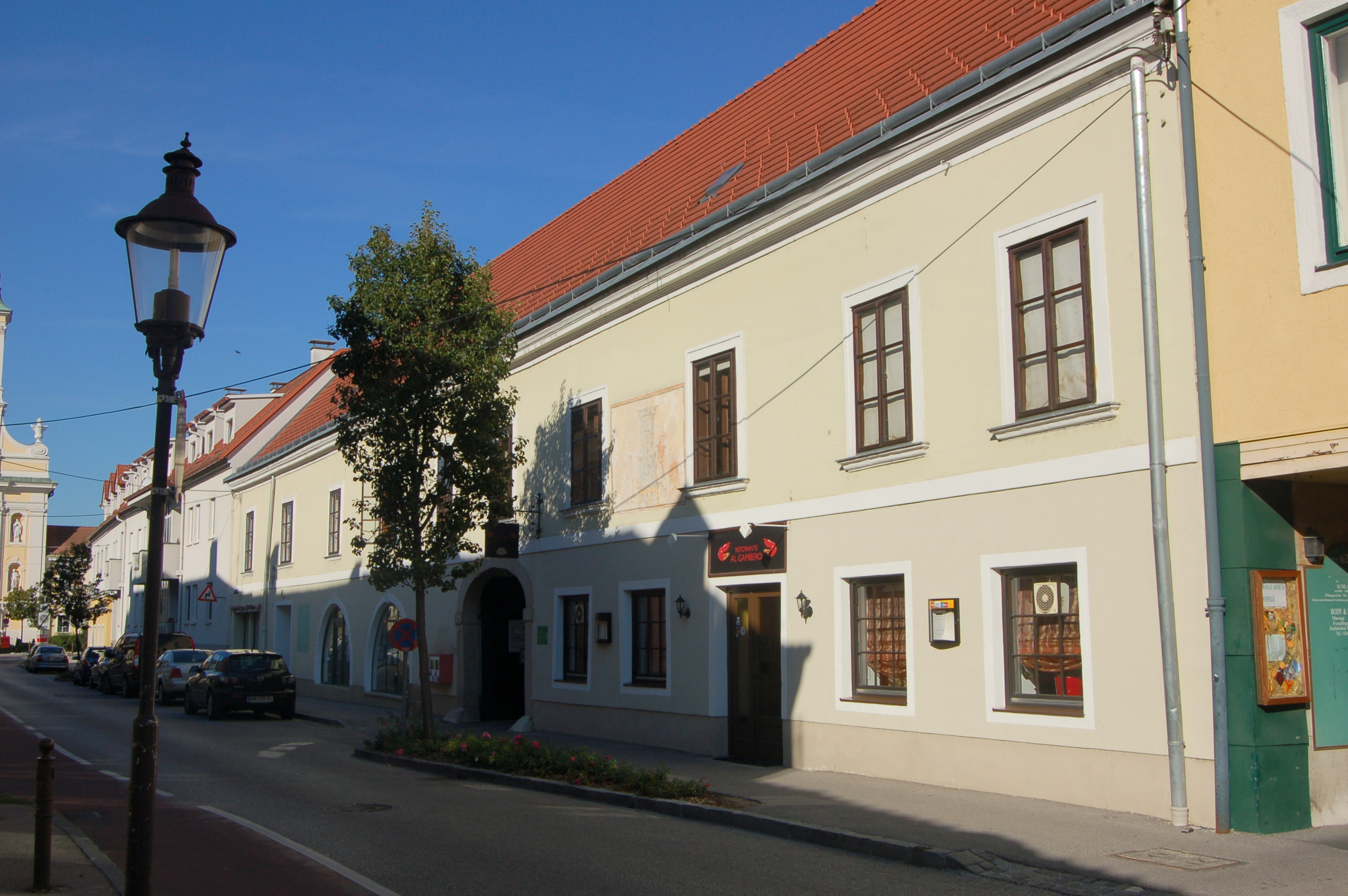
Nr. 64
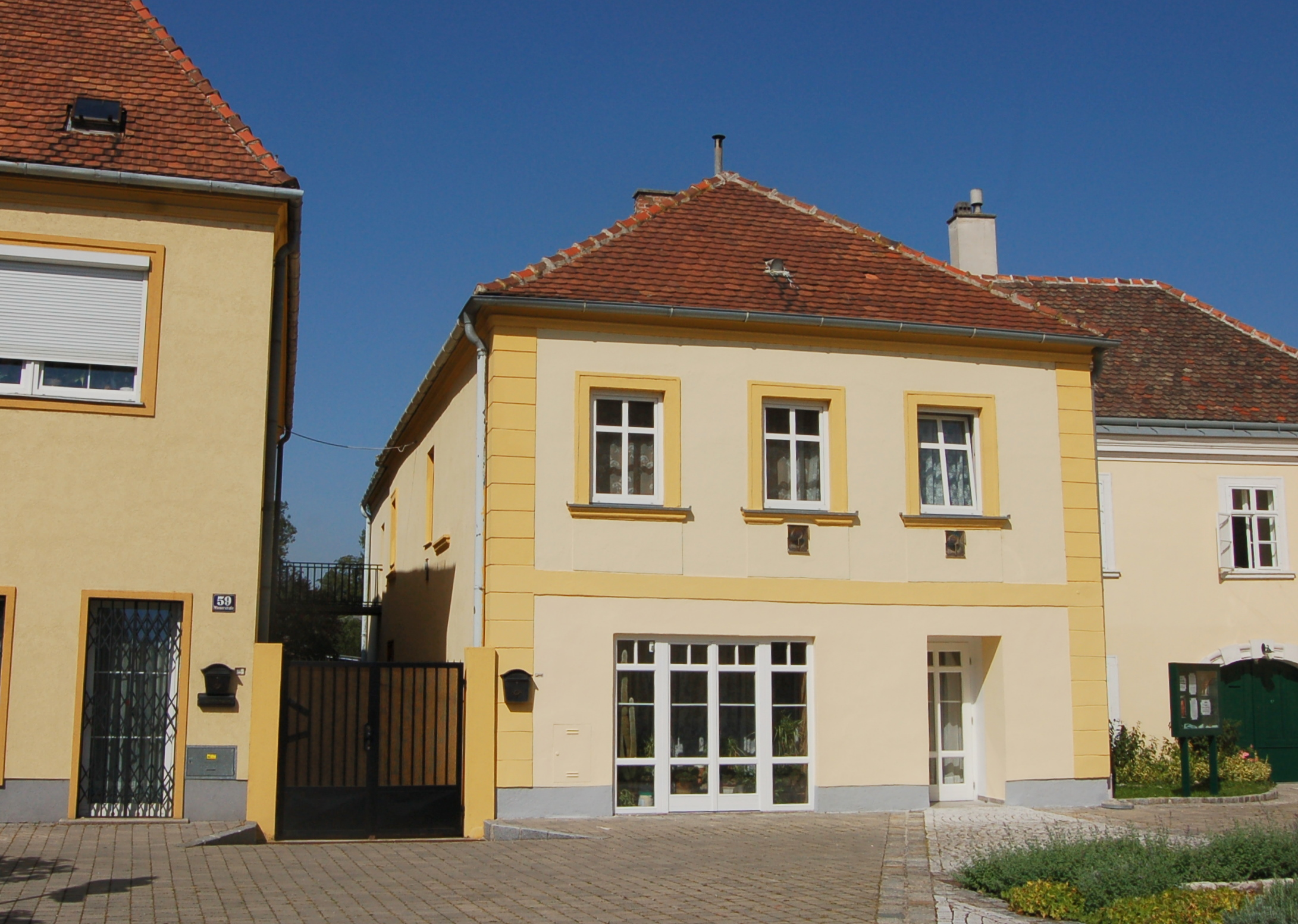
Nr. 59
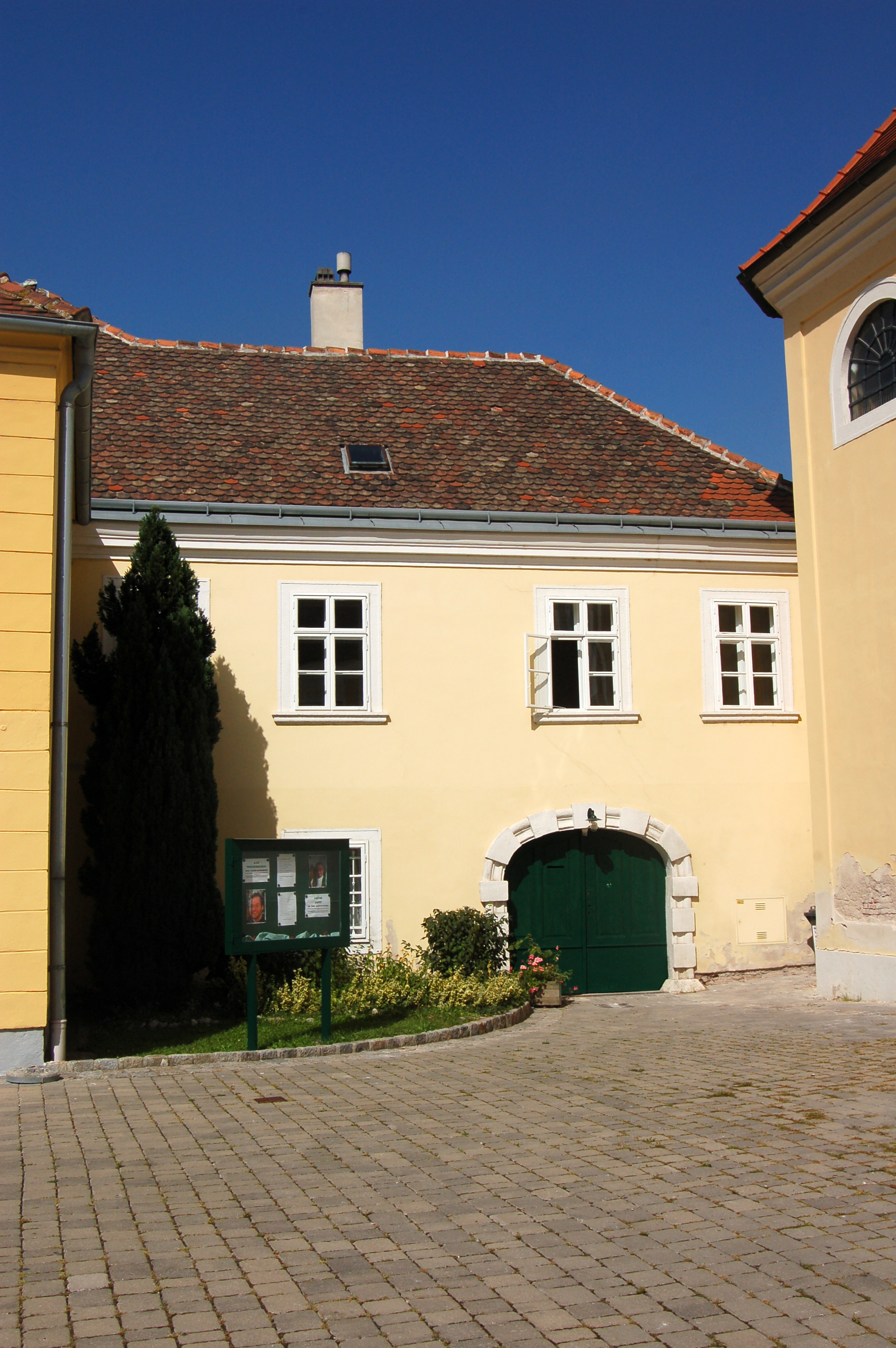
Benefiziatenhaus Nr. 61
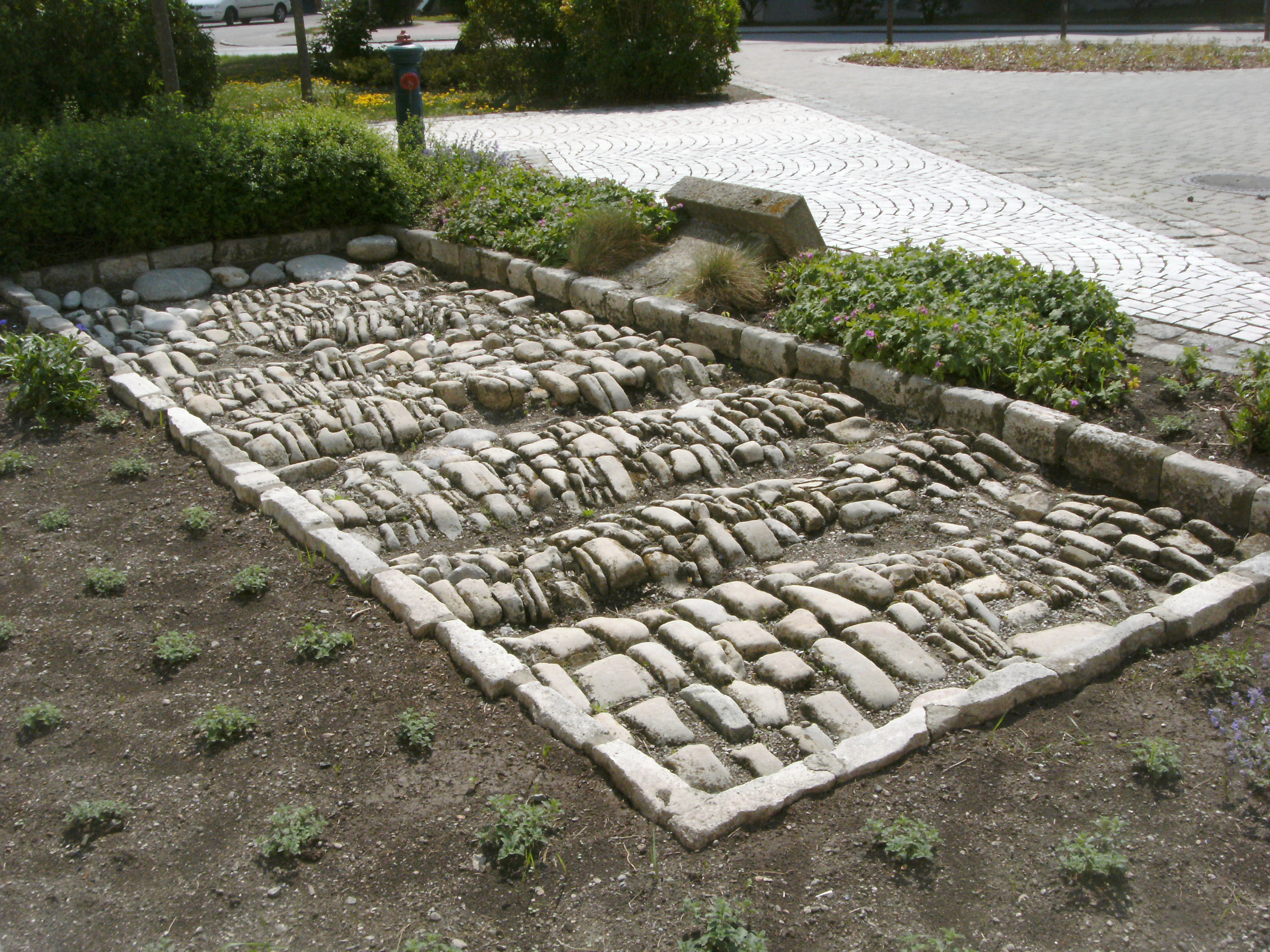
Römerstraße
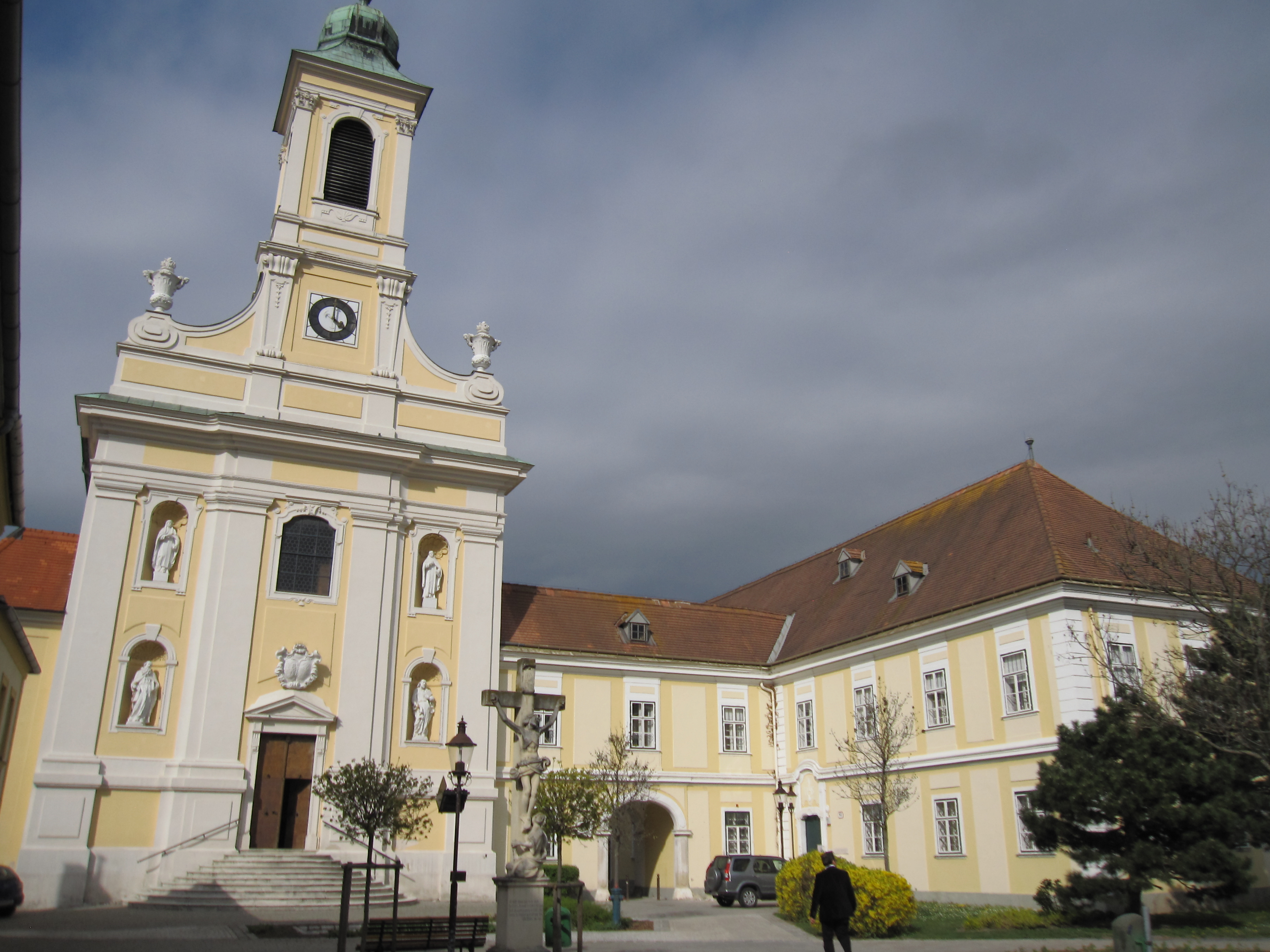
Vorstadtkirche mit Kreuzigungsgruppe und ehem. Jesuitenkolleg (Stadtarchiv)
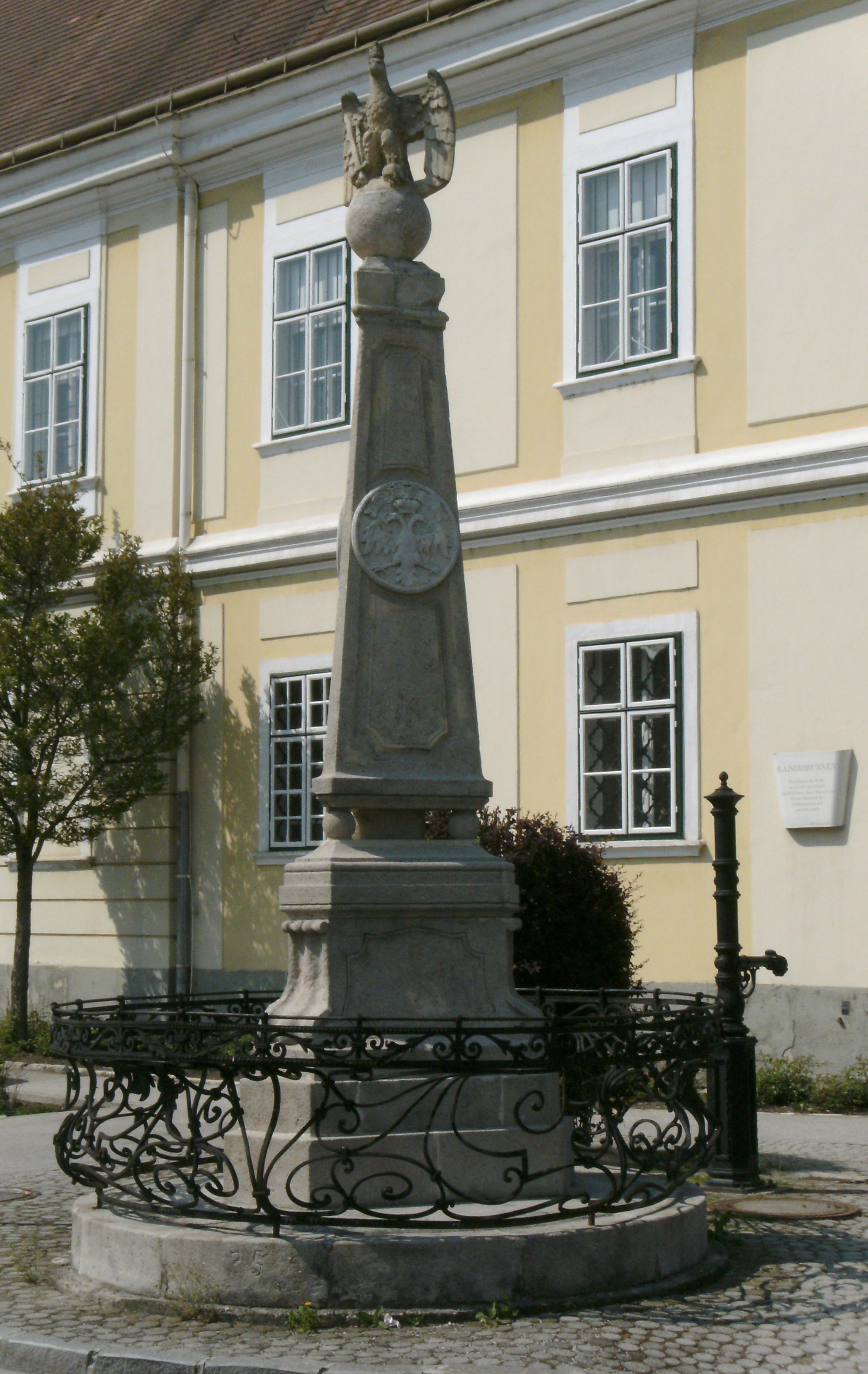
Kaiserbrunnen
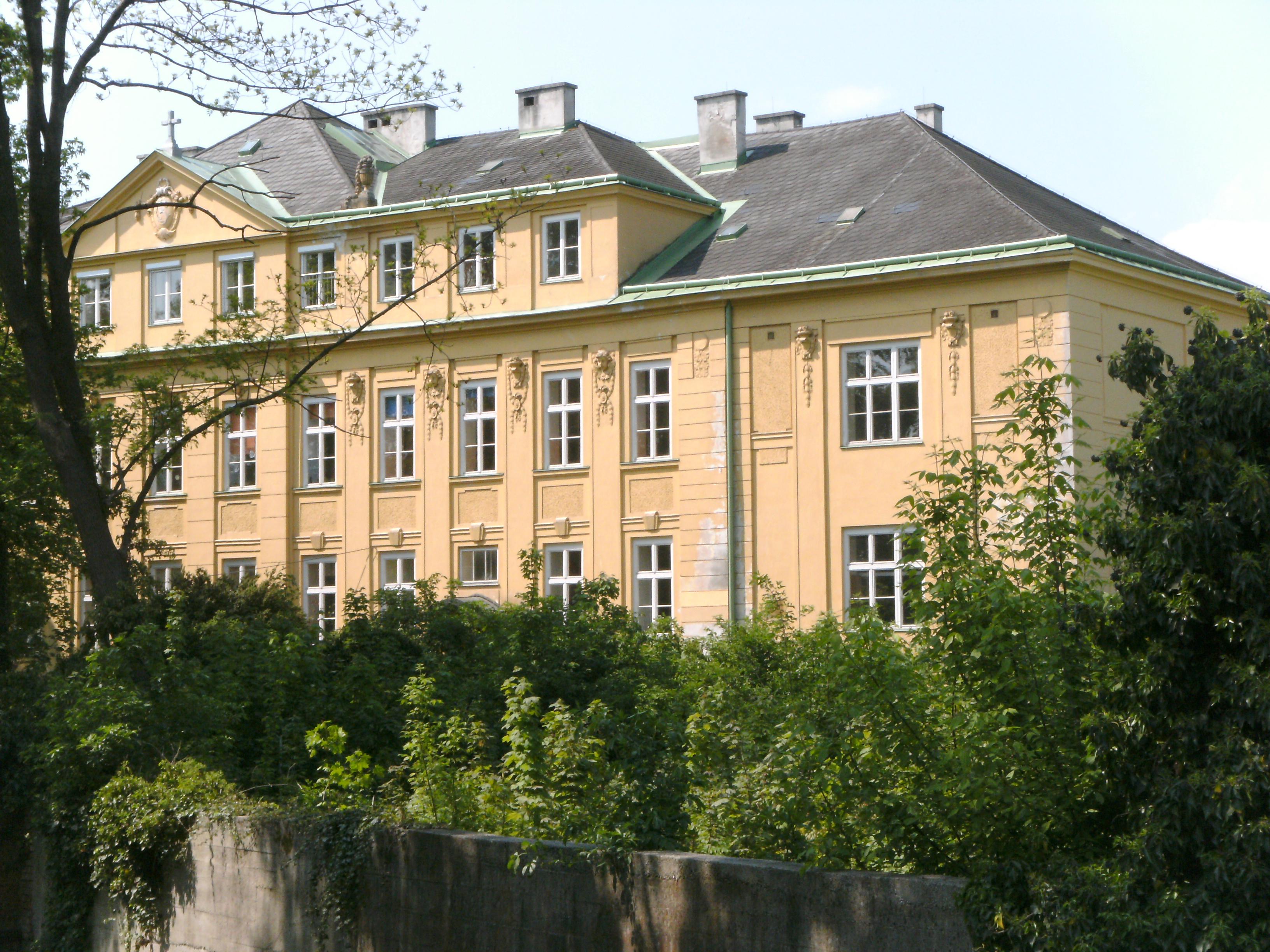
Schule Santa Christiana
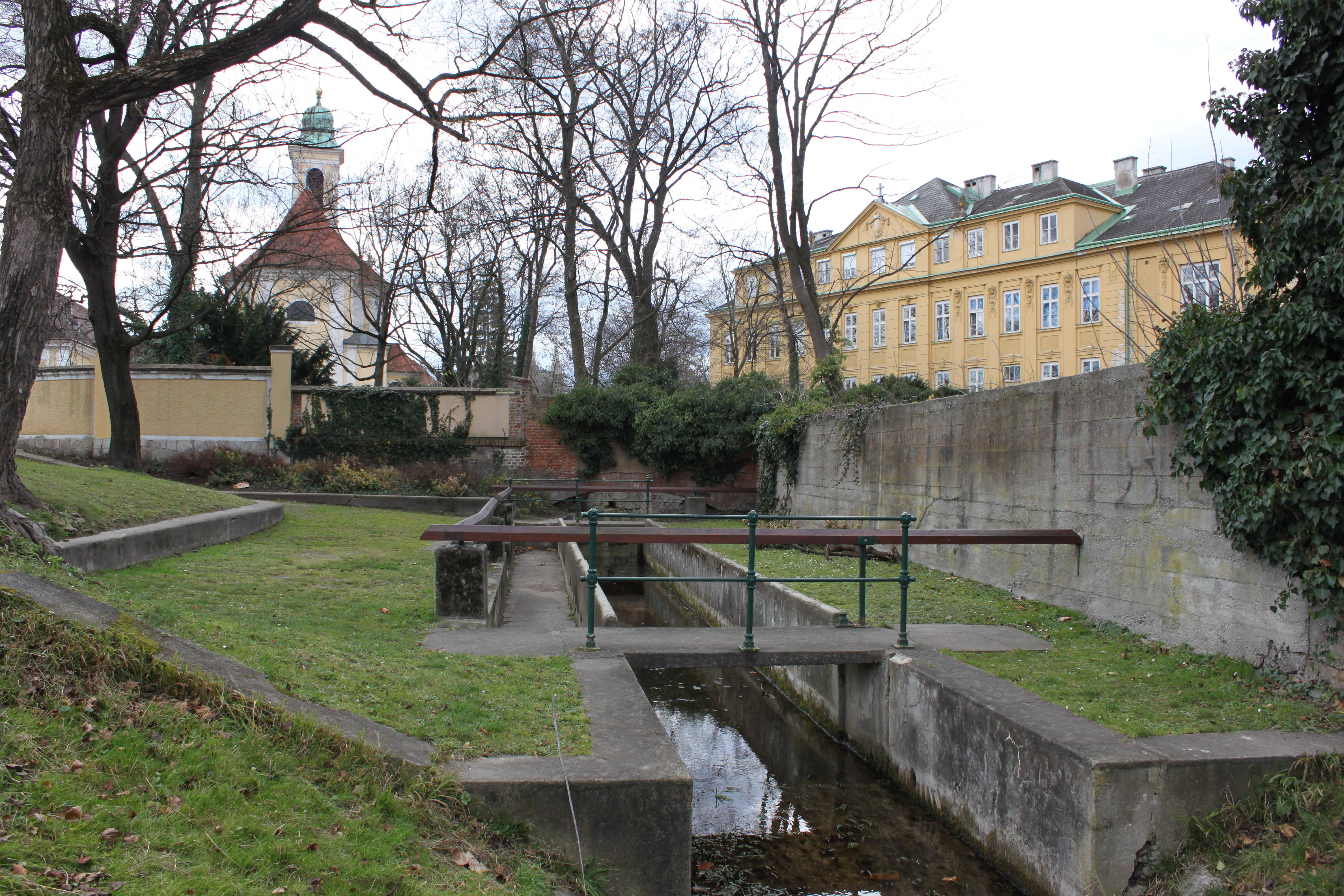
„Schwabbänk“ (Wasch- und Schwemmplatz), im Hintergrund Vorstadtkirche und Santa Christiana
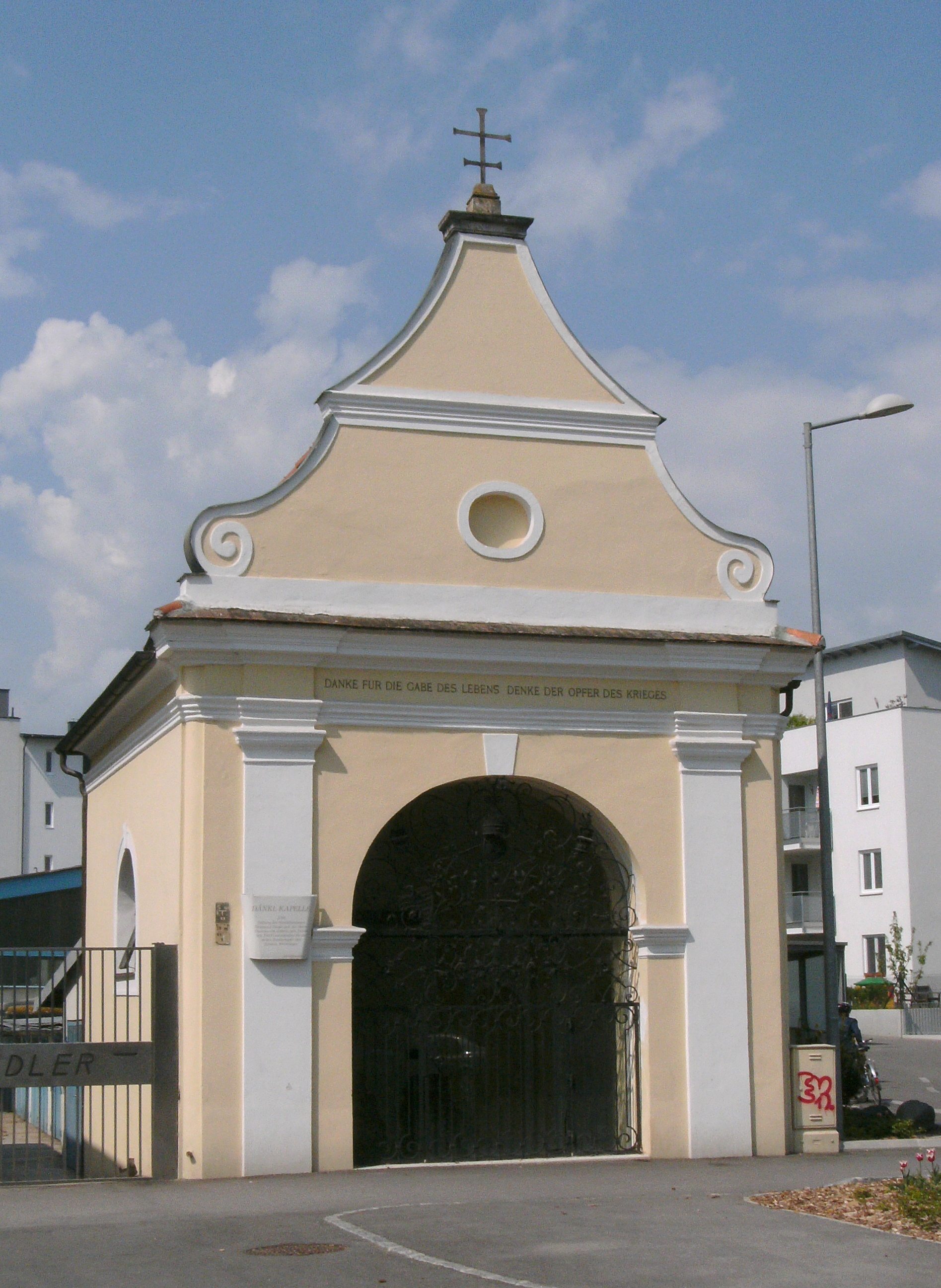
Dänklkapelle
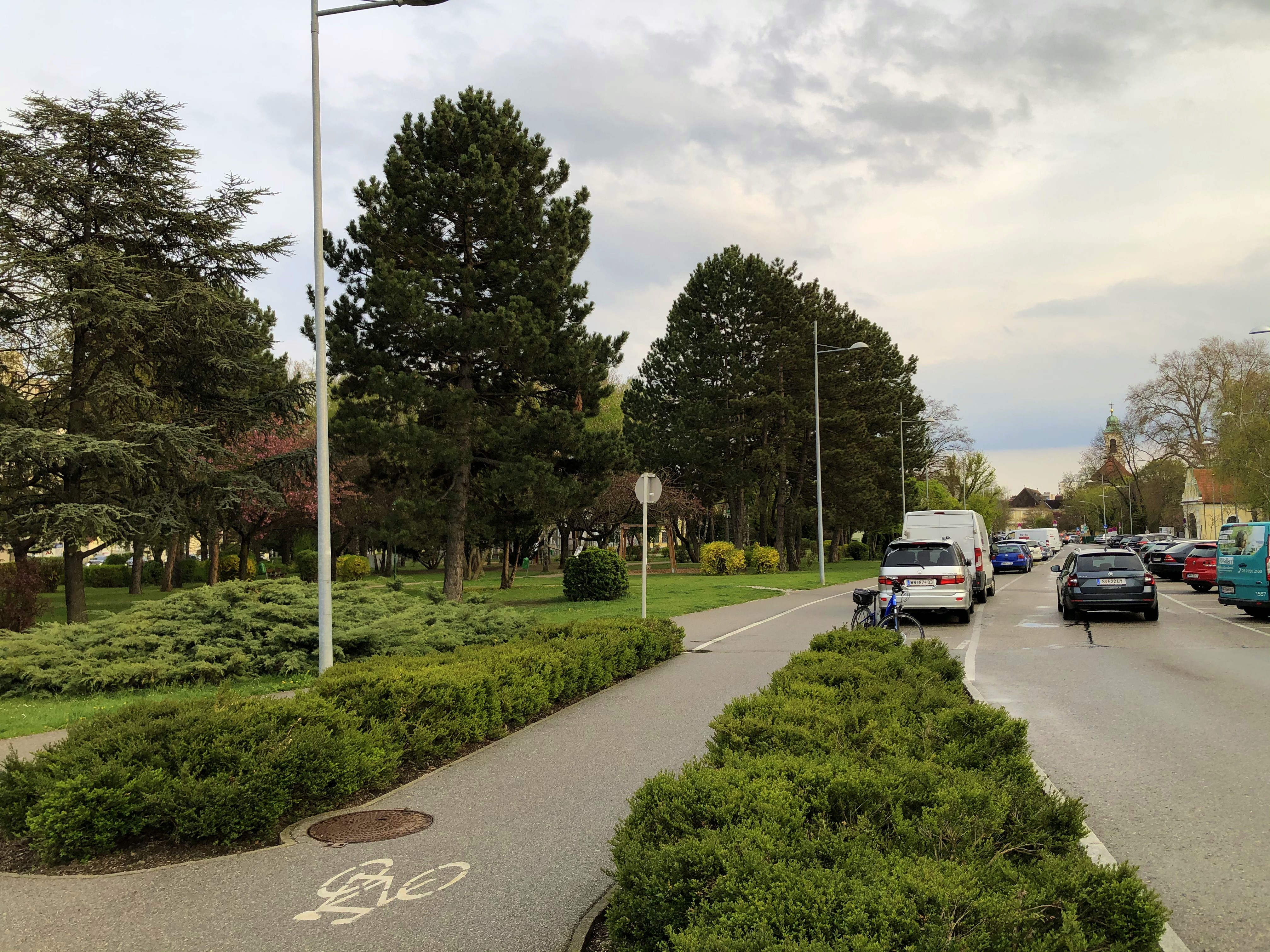
Beim Freiheitspark

### Sudetendeutscher Platz bis Stadtgrenze
Ab dem Sudetendeutschen Platz erfüllt die Wiener Straße immer noch ihre historische Rolle als Hauptausfallstraße Richtung Wien (zum Verkehr siehe weiter unten) und ist wesentlich breiter als in der Innenstadt und in der Vorstadt. Zunächst ist sie an der Ostseite von zweigeschoßigen Gebäuden gesäumt, während an der Westseite Bauten unterschiedlicher Höhe (beginnend mit einer bis zu fünf Geschoßen umfassenden Wohnhausanlage an der Ecke zur Fischauer Gasse) errichtet sind.
Im Zwickel zwischen Fischauer Gasse und Wiener Straße ist eine Grünanlage angelegt, in der sich auch der Raiffeisenbrunnen (benannt nach dem Sponsor) befindet.
An der Ostseite der Wiener Straße folgt nach zwei Häuserblöcken der Walther-von-der-Vogelweide-Park mit der darin errichteten denkmalgeschützten gotischen Bildsäule Spinnerin am Kreuz. Daran schließt sich das Gelände des Wiener Neustädter Stadtfriedhofs an. Beim Haupteingang befindet ein denkmalgeschützter Bereich für im Zweiten Weltkrieg gefallene Soldaten der Roten Armee.
In weiterer Folge vollführt die Wiener Straße eine langgezogene S-Kurve und weitet sich platzartig auf. Von Westen münden Mießlgasse (hier bebaut mit einer Wohnhausanlage der Nachkriegszeit) und Badener Straße ein. Dieser Bereich der Wiener Straße wurde Platz der Menschenrechte benannt. In seiner Mitte erhebt sich der Maculanbrunnen (errichtet zur Erinnerung an den 1955 verstorbenen Bauunternehmer Rudolf Maculan) in Gestalt einer aufrecht stehenden, in sich schraubenförmig verdrehten Betonplatte.
Nach dem Friedhof mündet von Osten die Stadiongasse ein. Ihr gegenüber liegt der Israelitische Friedhof von Wiener Neustadt.
Nach dieser Kreuzung unterquert die Wiener Straße die Pottendorfer Linie und verläuft schnurgerade durch den neuen Stadtteil Civitas Nova, der mit funktional gestalteten Gewerbeobjekten locker bebaut ist. Das älteste Objekt ist das unmittelbar nach der Pottendorfer Linie gelegene Werk der Fa. Gebe-Strebel (Nummer 118); eine der Fabrikshallen ist denkmalgeschützt.
Nach einem Kreisverkehr, der der Verteilung des Verkehrs in das Gewerbegebiet dient, endet die Wiener Straße an einem weiteren Kreisverkehr, durch den die Stadtgrenze verläuft.

#### Verkehr
Am Sudetendeutschen Platz fließt aus der Grazer Straße kommend der Durchzugsverkehr in die Wiener Straße, die dem entsprechend ab hier Teil der Wiener Neustädter Straße (B 17) ist. Wie die Grazer Straße ist sie zunächst vierspurig mit baulich getrennten Richtungsfahrbahnen ausgebaut. An der Kreuzung mit der Josef-Mohr-Gasse beginnt westlich eine parallel verlaufende Nebenfahrbahn (ohne eigenen Namen). An der Ostseite zweigt etwas später die Prof.-Dr.-Stephan-Koren-Straße ab, die in Art einer Nebenfahrbahn ebenfalls parallel zur Hauptfahrbahn einschwenkt und sie bis zur Nikolaus-August-Otto-Straße begleitet. Ab der Prof.-Dr.-Stephan-Koren-Straße verringert sich die Hauptfahrbahn auf je einen Fahrstreifen.
Am Kreisverkehr an der Grenze zu Theresienfeld wird der Verkehr nach Osten zur Umfahrung von Theresienfeld (B 17), nach Westen zur Nordspange (Teil der Gutensteiner Straße B 21) und Richtung Norden nach Theresienfeld, Felixdorf und Sollenau verteilt.
Anlagen für den Radverkehr gibt es ab der Stadionstraße, vor allem durch die Unterführung unter der Pottendorfer Linie. Kombinierte Geh- und Radwege begleiten die Wiener Straße weiter entlang der westlichen Nebenfahrbahn und der Prof.-Dr.-Stephan-Koren-Straße.
Städtische Autobusse verkehren ab dem Sudetendeutschen Platz (Linie 7); Linie 4 erreicht die Wiener Straße durch die Stadionstraße, Linie 6 durch die Josef-Mohr-Gasse. Durch die Prof.-Dr.-Stephan-Koren-Straße werden sie in die Civitas Nova geführt.

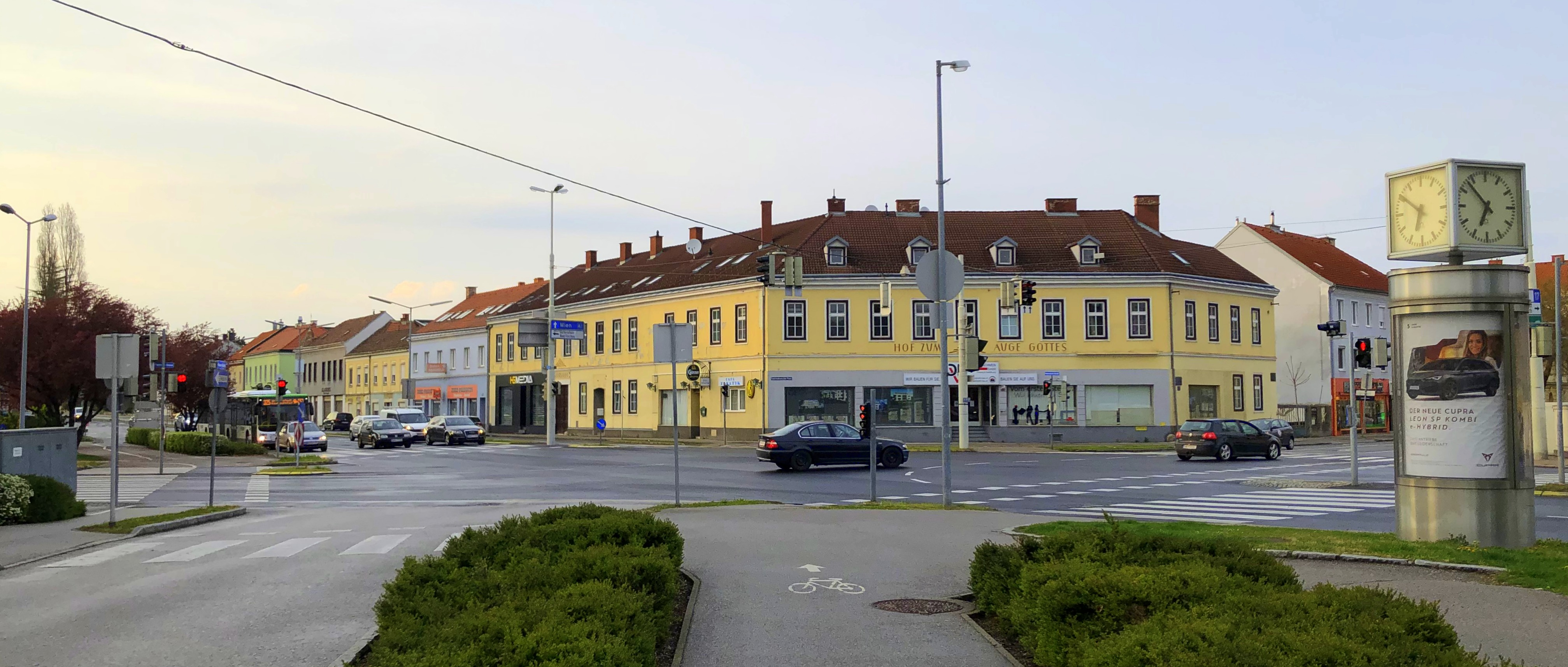
Sudetendeutscher Platz mit „Hof zum Auge Gottes“
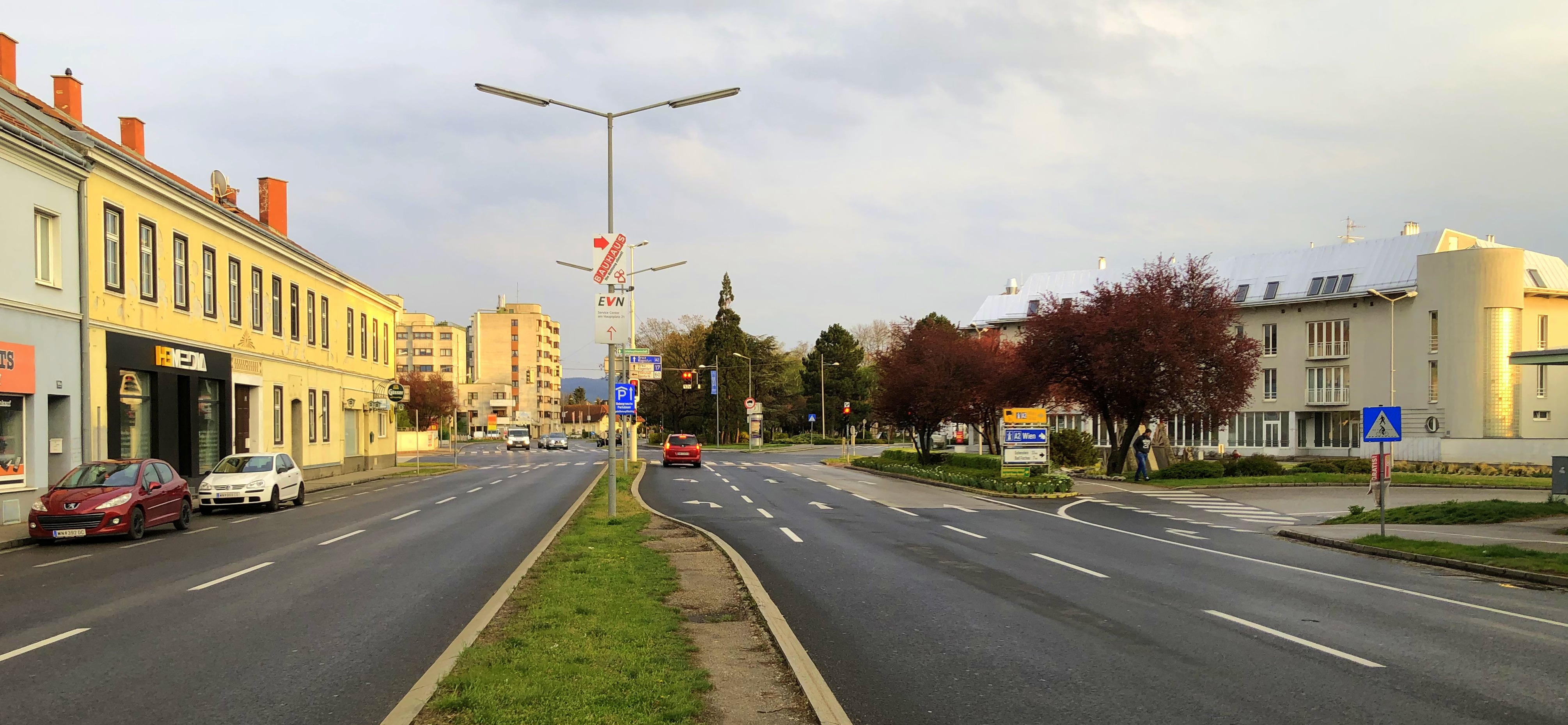
Nördlich des Sudetendeutschen Platzes, Blick Richtung Stadtzentrum
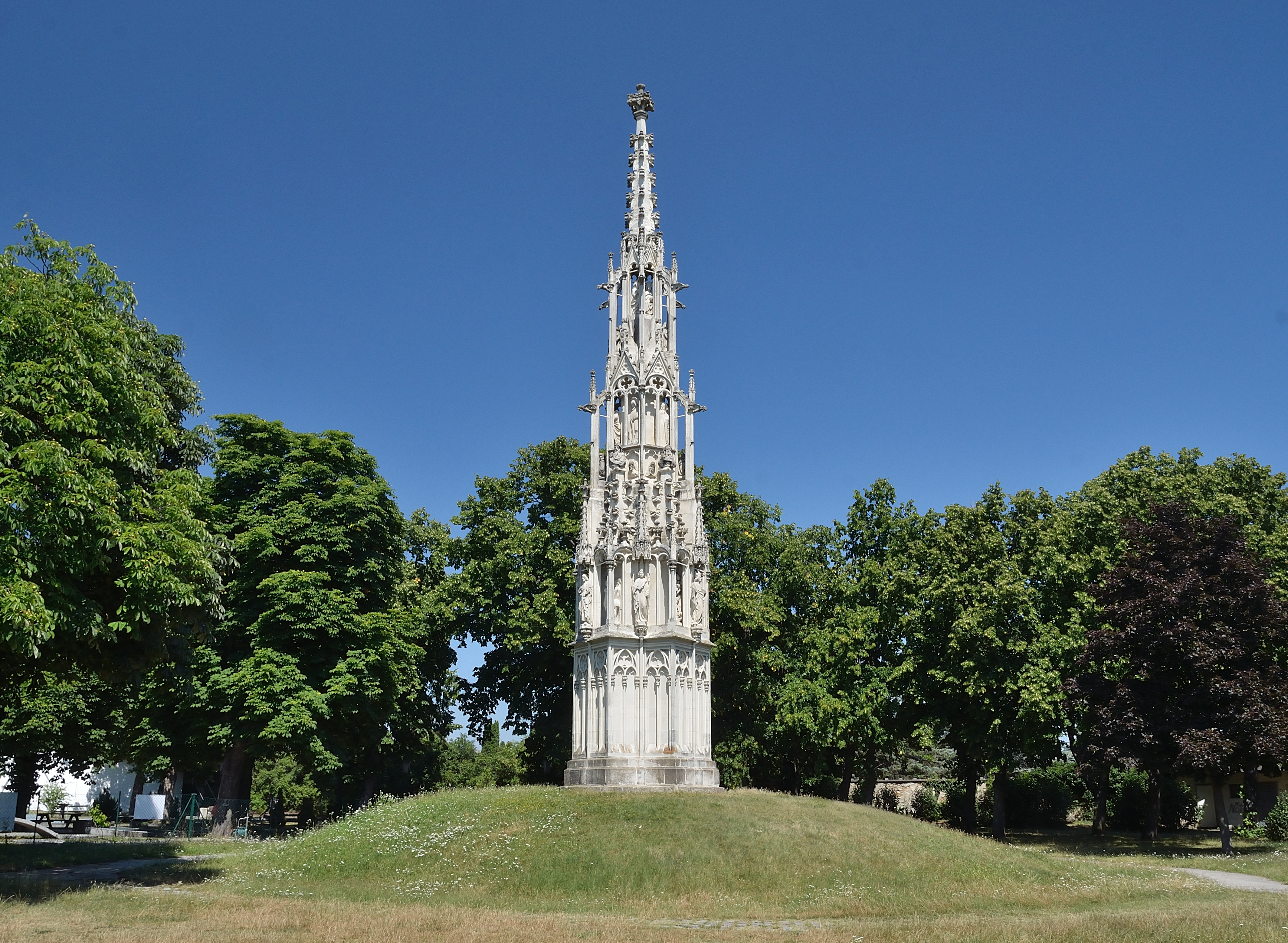
Spinnerin am Kreuz
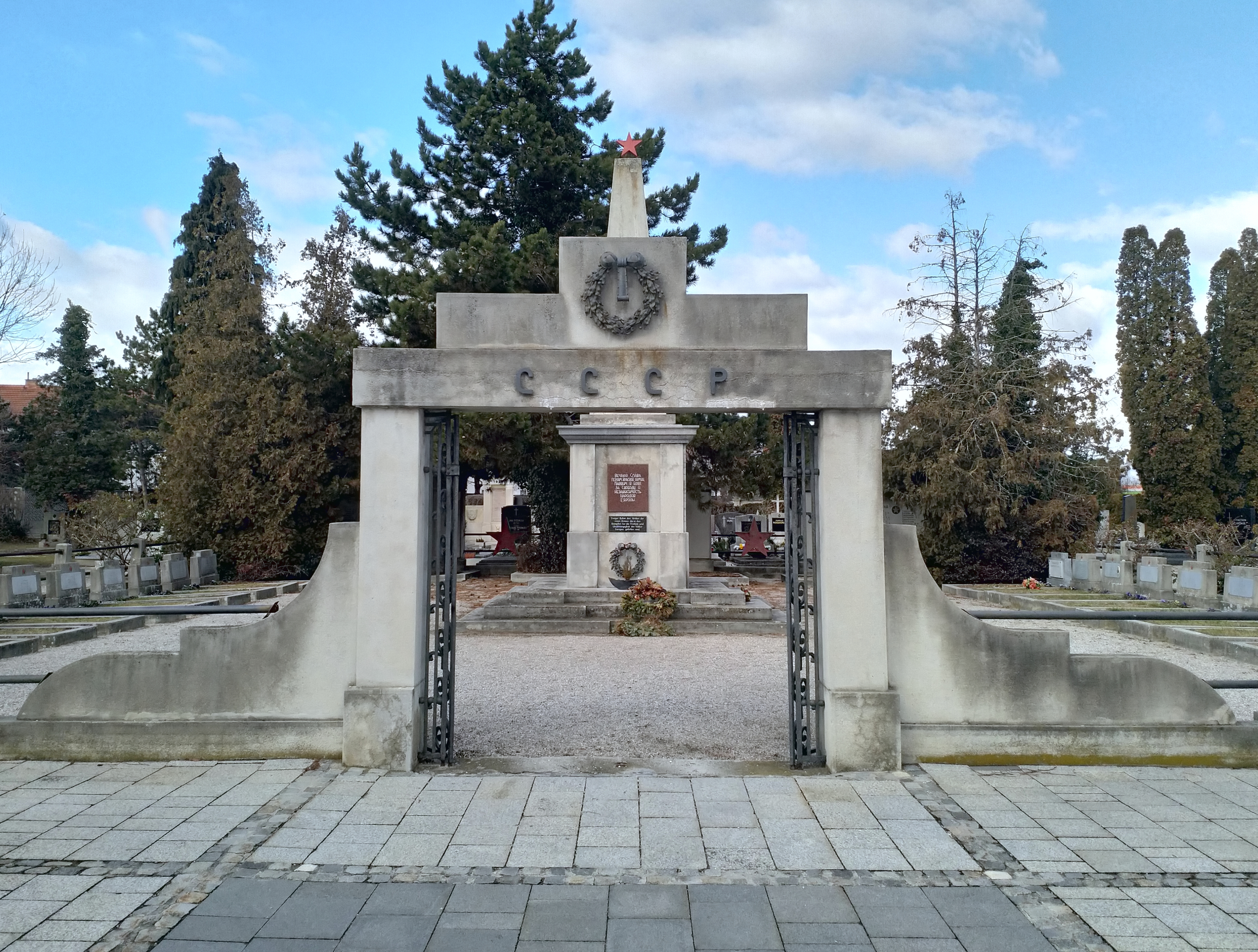
Sowjetischer Soldatenfriedhof
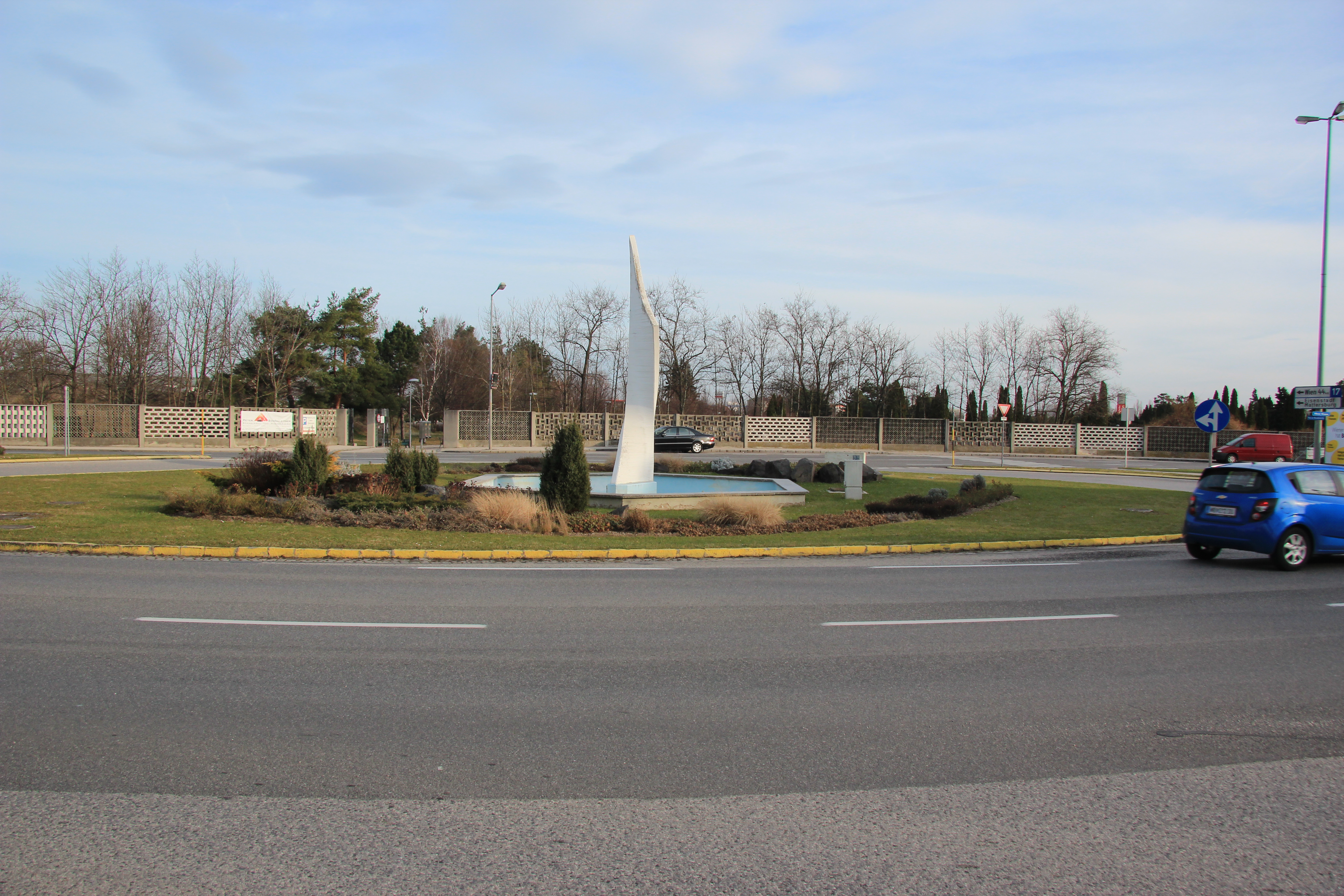
Platz der Menschenrechte mit Maculanbrunnen
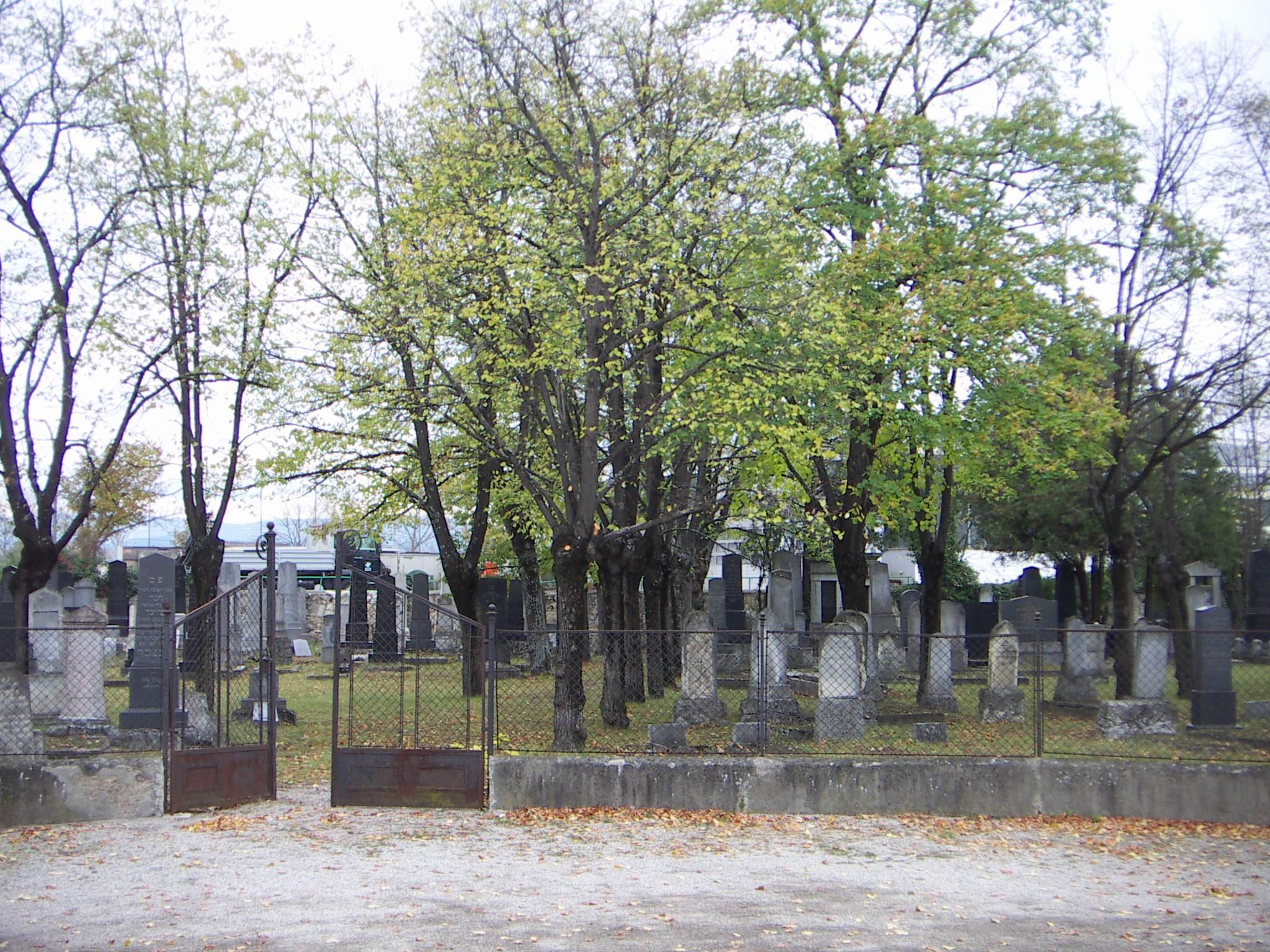
Israelitischer Friedhof
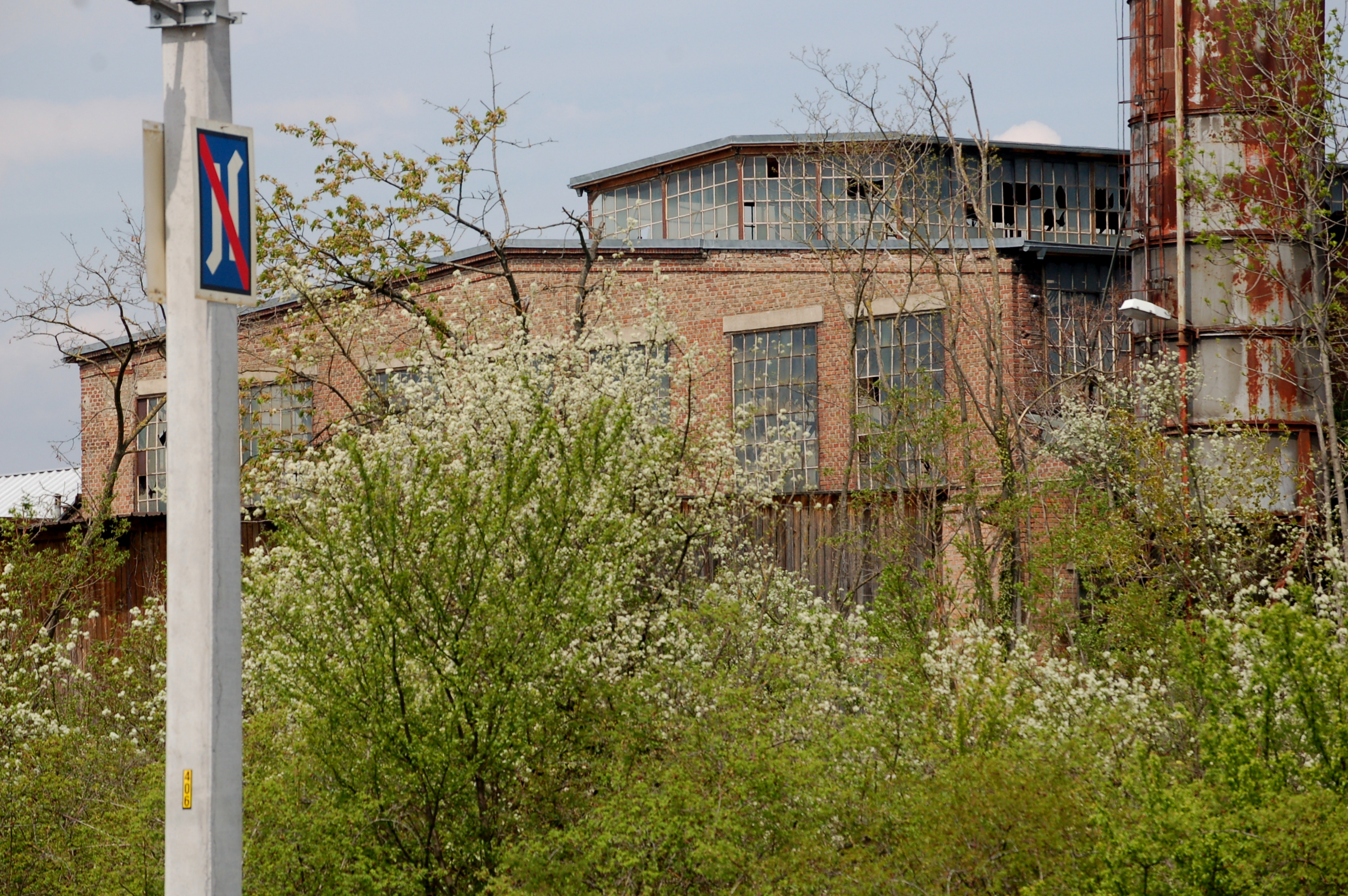
Strebel-Halle
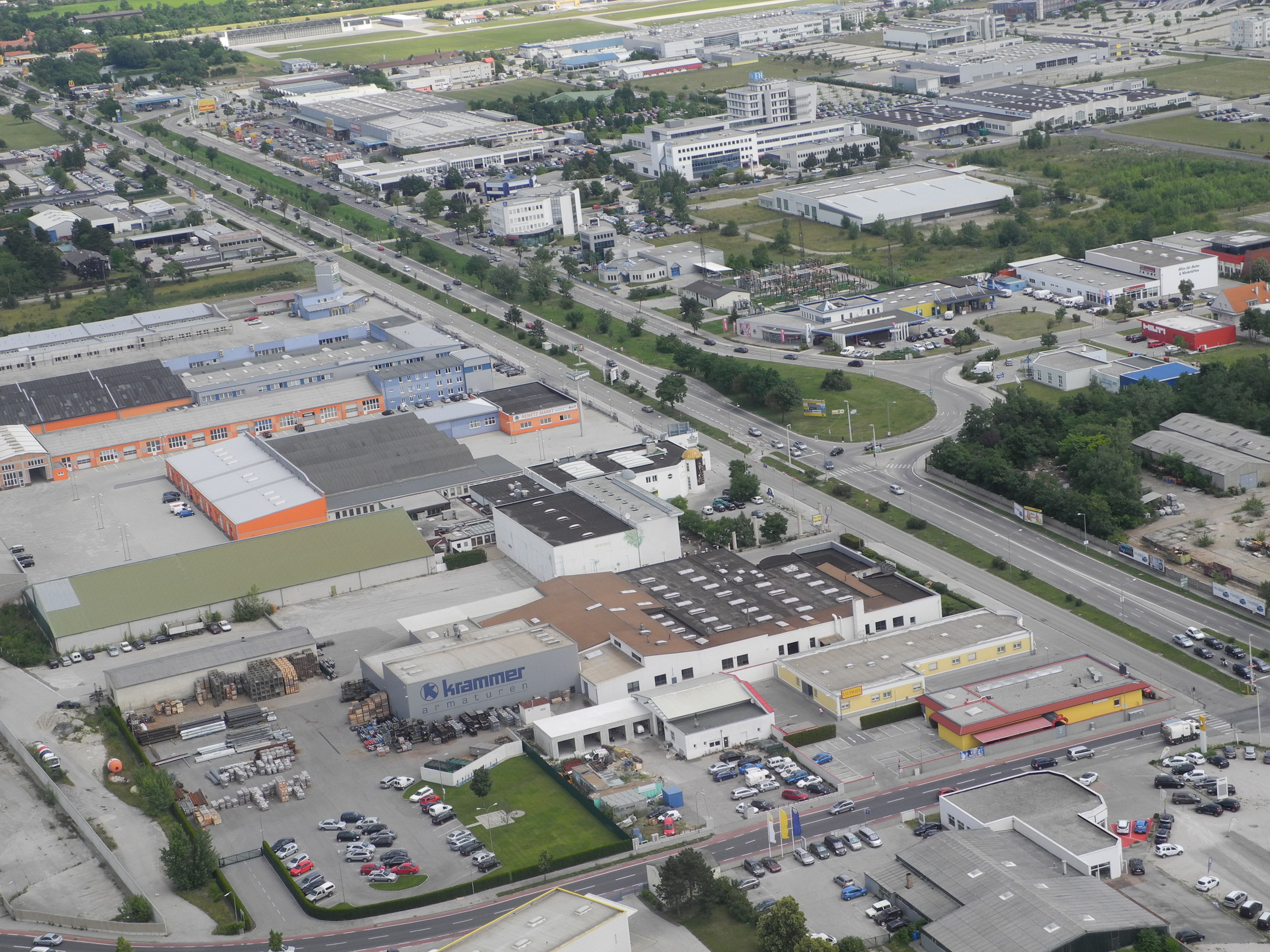
Wiener Straße (diagonal im Bild) in der Civitas Nova. Die Stadtgrenze befindet sich im Bereich des linken Bildrandes.